# Led Zeppelin IV
Led Zeppelin IV — четвёртый студийный альбом британской рок-группы Led Zeppelin, выпущенный 8 ноября 1971 года лейблом Atlantic Records. Бо́льшая часть альбома записывалась музыкантами в уединённом поместье Хедли-Грейндж в Ист-Хэмпшире, при помощи передвижной студии The Rolling Stones. Доработка материала производилась на лондонских студиях Island Studios и Olympic Studios, а также в Sunset Sound Recorders (Лос-Анджелес) — под руководством Джимми Пейджа. Работа над альбомом проходила с декабря 1970 по февраль 1971 года, мастеринг был завершён в июле на студии Trident Studios. На всём протяжении записи группа крайне мало общалась с прессой, благодаря чему в СМИ муссировались слухи о её распаде. Перед выпуском альбома Led Zeppelin активно «обкатывали» новый материал на гастролях, посетив между мартом и декабрём 1971 года Северную Америку, Японию, ряд европейских стран, а также отыграв два британских концертных тура.
На обложке нет названия группы и заголовка альбома, а также отсутствует какая-либо информация об издателе. Вместо этого на ней изображены четыре особых символа, которые соответствуют каждому из её участников. Многие называют этот альбом Led Zeppelin IV, ссылаясь на числовую нумерацию предыдущих пластинок коллектива, тем не менее за ним также закрепились названия: The Fourth Album, Four Symbols, ZoSo, Runes, The Hermit, Sticks, Man With Sticks. Продажи Led Zeppelin IV составляют более 37 миллионов копий, что делает его самым коммерчески успешным альбомом в истории группы и одним из самых продаваемых альбомов в мире. В частности, Led Zeppelin IV считается самой коммерчески успешной хард-рок-пластинкой в США, а выпущенная на нём песня «Stairway to Heaven» до сих пор является самым ротируемым музыкальным произведением любого жанра на американском радио и одной из самых известных композиций в истории музыки.
Led Zeppelin IV регулярно фигурирует в различных списках «лучших альбомов в истории». В 2020 году американский журнал Rolling Stone поместил его на 58-е место своего рейтинга «500 величайших альбомов всех времён». Британское издание New Musical Express отметило его на 106-й строчке аналогичного голосования. Помимо этого, Led Zeppelin IV занимает 1-е место рейтингов журнала Classic Rock «100 величайших британских рок-альбомов» и «100 величайших рок-альбомов в истории», а также 4-ю позицию списка «200 величайших альбомов по версии Зала славы рок-н-ролла», составленного при участии Ассоциации музыкального бизнеса США. В 1999 году запись была включена в Зал славы премии «Грэмми», став первым альбомом группы, удостоенным подобной привилегии. Несколько песен из альбома были изданы в СССР в 1988 году на грампластинке «Лестница на небеса» в рамках серии «Архив популярной музыки».

## Предыстория
В 1970 году, во время своего шестого гастрольного тура по Соединённым Штатам Америки, гонорар Led Zeppelin составлял минимум 25 000 долларов за концерт. Музыканты выступали без разогрева, без каких-либо сценических декораций и реквизита, на сцене устанавливались только усилители и освещение. В этот период журнал Melody Maker, ведущее британское музыкальное издание того времени, опубликовал опрос своих читателей под заголовком «Zeppelin обходит The Beatles». Всего через год после объявления их третьей «ярчайшей надеждой» Led Zeppelin возглавили рейтинг лучших групп, в котором на протяжении восьми лет доминировали битлы. Кроме того, Роберт Плант был признан вокалистом года, а пластинка Led Zeppelin II — «Лучшим альбомом». 18 сентября, на фоне этих событий, группа прилетела в Нью-Йорк, где собрала пресс-конференцию по случаю двух аншлаговых концертов в «Мэдисон-сквер-гарден», за которые им заплатили 100 000 долларов (самый высокий гонорар группы на тот момент). Музыканты перебрасывались неуклюжими шутками с недружелюбными и скептически настроенными репортёрами, большая часть из которых ассоциировала группу с надувательством и обыкновенной жаждой денег. В течение следующего месяца отношения с прессой ухудшились ещё сильнее — превратившись в открытое противостояние.
Диск Led Zeppelin III был сведён Джимми Пейджем во время этого турне, причём предыдущий альбом всё ещё продолжал занимать высокие места в американских чартах. Высокий ажиотаж вокруг новой пластинки гарантировал ей хорошие продажи за счёт большого количества предзаказов. Однако, несмотря на вполне лояльный приём поклонников группы (хотя этот диск понравился им меньше, чем предыдущий), музыкальные критики разгромили пластинку в своих рецензиях, охарактеризовав её рок-композиции как «пустые и напыщенные», блюзовые номера — как «беспринципное воровство у подлинных блюзменов», а акустический материал — как «угодничество перед звучанием группы Crosby, Stills & Nash». Альбом вызвал у прессы активное неприятие, а его успех — негодование. Нападкам СМИ подверглись как сами музыканты, так и их поклонники: журнал Rolling Stone опубликовал утку, что фанаты группы — заядлые наркоманы, которую активно подхватили другие печатные издания. Редакция Los Angeles Times утверждала, что «успех Led Zeppelin можно, по крайней мере частично, приписать стремительно растущей популярности у подростковой рок-н-ролльной аудитории барбитуратов и амфетаминов, наркотиков, которые вызывают повышенную реакцию на оглушительную громкость и необузданное поведение на сцене, которыми единственно и прославилась группа».
Пресса нещадно критиковала Led Zeppelin, что сильно задевало музыкантов, в особенности Пейджа. Публицист Чарли Джиллетт назвал музыку группы «инструментом авторитарного контроля», а критик Джон Ландо описал одно из их шоу как «громкое, безликое, эксгибиционисткое… неистовое и зачастую безумное. Какой-либо посыл отсутствовал». Одним из следствий нападок стало решение коллектива полностью игнорировать СМИ. Позднее гитарист объяснял: «Третья пластинка получила разнос со стороны прессы, и я был этим сильно расстроен. Я полагал, что альбом в целом хорош, но критикам он не понравился. Прошлись они и насчёт той загадочности, которая нас окружала. Я допускаю, что мы написали альбом относительно быстро, но не думаю, что мы переоценили свои возможности или что-то в этом роде. Однако на нас со всех сторон сыпались удары, так что мы были крайне обескуражены. В результате мы почти год отказывались давать интервью».

## Запись
«Идея состоит в том, чтобы сделать композицию с одной гитарой в начале, а потом формировать всё остальное. А на самом деле сделать ещё один трек, где Джон Бонэм вступает для пущего эффекта, понимаете? Дать ей развиться, а затем произвести впечатление. И тогда там, в конце, будет такой потрясающий оргазм».

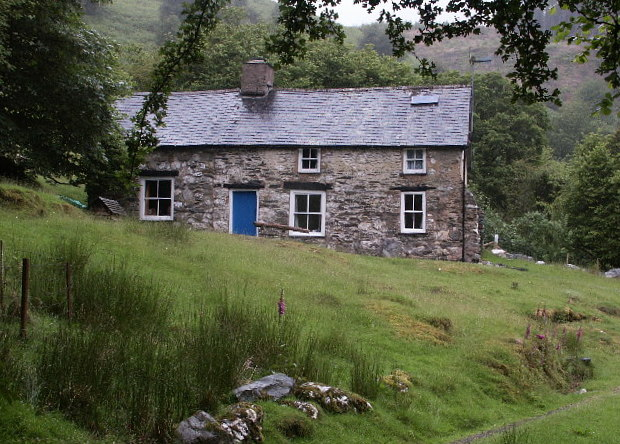
Фасад коттеджа Брон-Эр-Айр, 2004 год

В конце 1970 года Пейдж и Плант вернулись в коттедж Брон-Эр-Айр в Уэльсе, где сочинялся альбом Led Zeppelin III, чтобы написать новый материал. Там они, в числе прочего, начали работать над вступлением и отдельными частями новой песни, гимном, который должен был заменить «Dazed and Confused» в качестве ключевого номера концертной программы Led Zeppelin. В ноябрьском интервью гитарист говорил: «Мы задумали очень длинный трек… Помните, что „Dazed and Confused“ и подобные песни разбиты на несколько частей? Так вот, мы хотим попробовать нечто новое, так, чтобы звук орга́на и акустической гитары всё нарастал и нарастал, а затем начиналась электрическая часть… Возможно, это будет пятнадцатиминутная композиция». На тот момент она представляла собой последовательность аккордов, постоянно нарастающих и переходящих в крещендо, произведение, которое по задумке автора, должно было объединить акустическую и электрическую сторону группы. По итогу этой поездки часть композиций нового альбома была написана или находилась в почти готовом состоянии. «У нас было немного риффов», — вспоминал Пейдж, — «несколько отрывков. Задача состояла в том, чтобы поработать над ними и посмотреть, что получится. Попродюсировать их, понимаете?».
Когда в декабре 1970 года музыканты приступили к записи в студии Island Studios, Пейдж обнаружил, что материала может хватить на двойной альбом. Во время этих сессий была записана вступительная акустическая часть «Stairway to Heaven», созданная в Уэльсе и переработанная из мадригала в гимн. После этого группа решила перебраться в Хедли-Грейндж — дом викторианской эпохи в графстве Ист-Хэмпшир, который им посоветовали музыканты из Fleetwood Mac — для дальнейшей записи и репетиций. После недели интенсивной работы и совместного музицирования Led Zeppelin арендовали передвижную студию группы The Rolling Stones, чтобы воплотить свои идеи на плёнке. Когда оборудование и аппаратура были доставлены в дом, туда постепенно заселилась вся группа, чередуя сессии с охотой, прогулками и визитами в местный паб. Позднее Пейдж вспоминал: «Нам было необходимо такое место, где мы могли выпить чашку чая, побродить по саду, а потом пойти и делать то, что мы должны были делать». По словам писателя Дэйва Льюиса, спокойная атмосфера способствовала творческому процессу: большая часть песен была записана именно там.
Вечером музыканты музицировали перед камином; именно там Джимми Пейдж и Джон Пол Джонс закончили аккорды к «Stairway to Heaven». Запись проходила в гостиной поместья, на стены которой были приклеены картонные упаковки из-под яиц, а через окна были протянуты микрофонные провода. Общение между музыкантами и мобильной студией осуществлялось через камеру и микрофон системы видеонаблюдения. Приехавший вместе со студией клавишник Иэн Стюарт добавил свою игру в стиле Джонни Джонсона в композицию «Rock and Roll», которую Пейдж называл «номером самовозгорания». С Джимми Пейджем в роли продюсера и Энди Джонсом в качестве звукоинженера запись пластинки быстро продвигалась вперёд. Меньше чем за два месяца работы в Хедли-Грейндж музыканты имели 14 песен на разной стадии готовности: все восемь, попавшие в альбом, плюс незаконченные номера вроде «No Quarter» (изданная на следующей пластинке), а также «Down by the Seaside», «Night Flight», «The Rover» и «Boogie with Stu» (выпущенные в двойном альбоме Physical Graffiti). В конце января Led Zeppelin снова отправились в студию Island Studios, чтобы произвести наложения, добавить гитарные соло и вокал. Для доработки «The Battle of Evermore» была приглашена Сэнди Денни из группы Fairport Convention, спевшая партию сопрано в дуэте с Плантом. В свою очередь, Пейдж записывался в полном одиночестве: он исполнял свои соло три раза, после чего выбирал лучший вариант. Практически во всех треках он использовал гитару Gibson Les Paul, исключением стала «Stairway to Heaven», записанная при помощи Fender Telecaster (подаренной ему Джеффом Беком) с первого дубля.

Фасад поместья Хедли-Грейндж, 1970-е годы

9 февраля Пейдж, менеджер группы Питер Грант и Энди Джонс, по рекомендации последнего, вылетели на неделю в Лос-Анджелес, чтобы свести материал. Однако, прибыв на студию Sunset Sound, Джонс, который ранее работал там с группой Sky, обнаружил, что оборудование полностью поменяли. В связи с этим результаты оказались не так хороши, как ожидалось. Когда они вернулись в Лондон, на студию Olympic Studios, и продемонстрировали свою работу остальным музыкантам, Джонс сказал: «Это звучит отвратительно». Весь материал был забракован, за исключением версии песни «When the Levee Breaks». Пейдж был сбит с толку и взбешён, в итоге уволив звукоинженера. Проблема, по словам гитариста, заключалась в разнице оборудования студий Sunset Sound и Olympic Studios: динамики последней были настроены на средние частоты, в результате «вся высота и глубина звука куда-то исчезли». Ситуацию усугубляло то, что альбом планировалось выпускать уже весной, и музыканты должны были отправляться в концертный тур, организованный в его поддержку, и из-за этого релиз пластинки пришлось перенести. Материал дорабатывался Пейджем по ходу и в паузах между гастролями, стартовавшими 5 марта, на протяжении которых журнал Melody Maker практически еженедельно публиковал сообщения о грядущем распаде группы. По воспоминаниям гитариста, на новые песни, которые группа активно обкатывала на концертах, публика реагировала «слегка вяло, но это было нормально, реакция была довольно хорошей — никто не знал, что это было, да и мы всё ещё разбирались в этом». В апреле группа вернулась в Olympic Studios, чтобы вновь поработать над альбомом, а затем — в июне, в перерыве между гастролями в Европе. Финальные миксы Led Zeppelin IV были доставлены на лондонскую студию Trident Studios для изготовления мастер-диска лишь в июле 1971 года.

## Музыка и тематика текстов
«В „Led Zeppelin IV“ Джимми и Роберт сохранили фольклорный настрой, но теперь он напоминал воды прилива, бурлящие в узком фьорде. Джимми нашёл компромисс между этими двумя областями музыки — акустикой и металлом. Роберт, в свою очередь, создал собственный культ древних руин и декаданса, следуя взгляду Джимми. И совместная алхимия этих двух музыкантов привела к созданию шедевра».

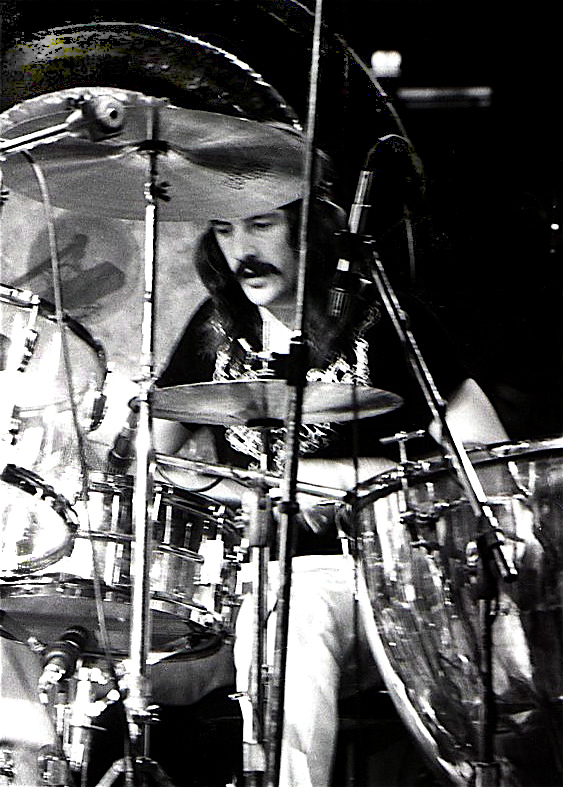
По мнению Джона Бонэма, четвёртый альбом был лучшим, что записала группа: «Игра здесь лучшая, какая была у нас, и Джимми просто… конфетка!»

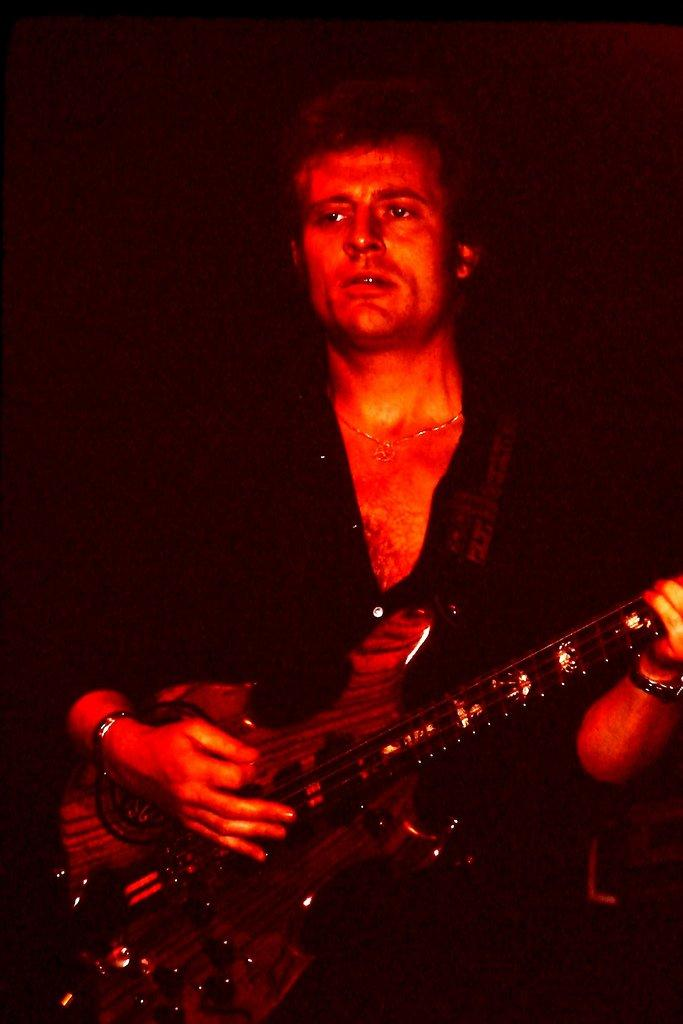
Джон Пол Джонс: «После этой пластинки никто больше никогда не сравнивал нас с Sabbath»

Внутренние помещения Хедли-Грейндж создавали отличную акустику. Пейдж очень любил это трёхэтажное здание, в котором был «и комфорт, и атмосфера», несмотря на уверенность Планта, Бонэма и Энди Джонса, что там водится нечистая сила. Группа максимально использовала акустику самого здания: вторая барабанная установка Джона Бонэма была размещена в холле с очень высоким потолком, благодаря чему получался особенно мощный звук ударных, который был использован в одной из самых «атмосферных» песен альбома — «When the Levee Breaks». «Там была открытая прихожая» — вспоминал Джимми Пейдж, — «с поднимающейся наверх лестницей. Там мы и записали барабаны. Место было простое, аскетичное, но мне нравилась атмосфера». Помимо звука, ещё одним несравнимым плюсом была доступность студии звукозаписи — как только у музыкантов возникала идея, её сразу же можно было записать на плёнку. Тем не менее, по словам Пейджа, несмотря на все достоинства этого метода, был единственный минус — «мы слишком спешили. Как только приходила идея — мы тут же мчались её записывать и доводить до конца».
- Открывающая альбом композиция «Black Dog», получившая название в честь чёрного лабрадора, живущего во дворе поместья[74], содержит один из самых тяжёлых риффов в дискографии Led Zeppelin[75]. «Закрученный рифф»[74], полюбившийся поколению хэви-металлистов 1980-х[75] (а также аранжировка), был сочинён Джоном Полом Джонсом, на создание которого его вдохновило прослушивание «обработанной подобным образом» композиции «Tom Cat» из альбома Мадди Уотерса Electric Mud 1968 года (нацеленного исключительно на рынок «белого» рока)[74]. Песня была записана в сложном размере, между 4/4 и 5/4 (изначально она была сочинена в размере 3/16[76]), Пейджу пришлось записать не менее четырёх гитарных треков на своей Les Paul, подключённой напрямую в микшерный пульт. По словам Энди Джонса, они сделали три отдельные дорожки для ритм-гитар, чтобы получить широкую стереопанораму, а основные партии композиции записывались в бывшем склепе. Во время работы над вокалом Led Zeppelin поэкспериментировали с динамикой: вся группа отвечает в унисон одинокому голосу Планта, этот приём, «отклик-ответ», был отчасти навеян хитом «Oh Well» Fleetwood Mac и является одним из традиционных методов джаза и блюза[комм. 9][75].
- В песне «Rock and Roll» Led Zeppelin отдали должное «бесчисленным британским бит-группам 1950-х», интерпретировавшим американский рок-н-ролл[77]. По словам Пейджа, мелодия появилась «практически из ниоткуда», когда группа пыталась записать что-то другое: «Мне кажется, тогда мы работали над „Four Sticks“ или „When the Levee Breaks“»[78]. Неожиданно Бонэм начал исполнять «Keep A-Knockin’» Литл Ричарда, после чего вступил Пейдж, сыграв импровизированный рифф[50] — затем к нему присоединилась вся группа, продолжив по двенадцатитактовому блюзовому квадрату[79][80]. Вся сессия была записана на магнитофонную плёнку, и этого оказалось достаточно для основы трека. Плант сразу же придумал «искромётный» текст (слова которого отсылали к The Diamonds, The Monotones и The Drifters[79]), а Иэн Стюарт сыграл импровизированное буги-вуги на фортепьяно[50]. В свою очередь, Пейдж добавил в песню гитарное соло, элементы которого восходили к композиции «Train Kept A-Rollin’» джазового музыканта Тини Брэдшоу[комм. 10][79]. Впоследствии он вспоминал, что группа тут же забросила «Four Sticks» и начала дорабатывать композицию: «Песня в прямом смысле родилась на ровном месте. По-моему, мы сделали всего три-четыре дубля»[77].
- «The Battle of Evermore» представляет собой акустическую композицию, вдохновлённую легендами о шотландских войнах[82]. Первоначально предполагалось, что это будет инструментальный трек в староанглийском стиле, но из-за того, что Плант в то время читал историческую литературу о приграничных войнах с шотландцами, композиция приобрела форму саги о битвах англосаксов[83]. Мелодия была придумана Джимми Пейджем: «Помню, как-то вечером я спустился в гостиную, а там лежала мандолина Джонси. […] Я никогда раньше не играл на этом инструменте, поэтому взял её и стал забавляться, а в результате появилась „The Battle of Evermore“. Такого бы никогда не произошло, если бы мы записывались в обычной студии»[84]. В основе сочинённого Плантом текста лежала идея, впервые возникшая у него в Брон-Эр-Айр и отражавшая его увлечённость романом «Властелин колец» — в частности, в песне упоминаются назгулы, — и военной историей Средних веков, а также кельтской мифологией. Когда группа вернулась в Island Studios доделывать материал, Плант решил, что нужен ещё один вокалист, который будет петь мелодию иначе, чем он. В итоге на эту роль была приглашена Сэнди Денни, голос которой стал идеальным гармоничным контрапунктом. «На самом деле это была больше пьеса, чем песня», — подчёркивал Плант позднее, — «и пока я пел о событиях, Сэнди отвечала, будто бы чувствуя настроение людей на крепостных стенах»[комм. 11][87]. «Я покидала студию, слегка охрипнув», — признавалась Денни в 1973 году, — «ужасно чувствовать, что кто-то перепел тебя»[86].
- Подготовительная работа для «Stairway to Heaven», ставшей одной из самых известных композиций в истории рока[88], заняла у Пейджа около года[89]. Это была одна из песен альбома, над которой группе «пришлось попотеть»[89][90]. Аккорды дорабатывались Пейджем и Джонсом вместе — шестиструнная и двенадцатиструнная части создавались по отдельности — тогда же у гитариста возникла идея о постепенном увеличении темпа композиции[91]. Запись проходила довольно гладко[92], отрывки мелодии начали складываться воедино[46], исключение составила синхронность бита Бонэма перед соло на электрогитаре в двенадцатиструнной части — он никак не мог попасть в такт[46]. Первоначально соло Пейджа тоже планировалось записывать в Хедли-Грейндж, однако после трёх часов неудачных попыток его было решено отложить[комм. 12][93]. По воспоминаниям Энди Джонса, костяк и аранжировки трека были сделаны до возвращения в Island Studios, где происходили наложения инструментов, в частности, блокфлейты и электрофортепиано Джона Пола Джонса[94]. Там же записывалась финальная версия песни, так как Пейдж прекрасно понимал, что из-за её сложной структуры ему понадобится вся мощь студийных возможностей, чтобы сделать должный продакшн[95]. Слова были написаны Плантом под влиянием книг, которые он читал в то время[46], около 60% текста было сочинено им экспромтом[комм. 13][97]. В поэтической форме песня повествует о поиске духовного совершенства[46]. По словам Планта, «текст […] описывал женщину, которая получает всё, что хочет, ничего не отдавая взамен». В свою очередь, Пейджу понравилось, что песня обещала «много двусмысленности, которой не встречалось раньше»[98]. В образе главной героини нашли отражение «Королева фей» Спенсера, «Белая Богиня» Грейвса и прочие представительницы кельтского фольклора: Владычица Озера, фея Моргана, богини Ардуинна и Рианнон[46].
- По воспоминаниям Джимми Пейджа, «Misty Mountain Hop» была сочинена довольно быстро; «безумно сложный» блюзовый гитарный мотив был выдан им буквально с ходу — во время импровизации: «Мы просто играли что-то, и тут вдруг у меня придумался заход к этой песне. Джонси вставил аккорды в припев, так композиция обрела окончательную форму»[99]. Эта песня является одним из ранних примеров использования Джоном Полом Джонсом электрофортепиано[100], который развил её мелодию на этом инструменте[101]. По мнению Мика Уолла, в тексте «Misty Mountain Hop», которую он назвал самой откровенной поп-композицией альбома, так же как и в «The Battle of Evermore» присутствуют отсылки Планта к произведениям Джона Толкина: «танцующие туманные склоны, о которых идёт речь, опять-таки соотносятся с образами из „Властелина Колец“; похоже, вокалист аллегорически связывает племя хиппи […] с героями „Хоббита“». Тем не менее фактически текст повествует о происходивших в реальности полицейских облавах на хиппи, принимающих наркотики, в Лондоне и Сан-Франциско и об их желание найти пристанище в месте, «на краю света, где летают духи…»[102].
- Процесс создания песни «Four Sticks» оказался самым сложным среди всего альбома. Идея заключалась в том, чтобы сочинить композицию с риффами, основанными на подобной трансу индийской раге, ритм которой варьировался бы между пяти- и шестибитным[103]. Изначально песня была записана Пейджем и Плантом в Индии, когда они путешествовали по миру, чтобы найти источники вдохновения вне блюза, в этнике разных народов[104]. Хотя музыканты неоднократно предпринимали попытки закончить песню в Хедли-Грейндж, дело сдвинулось с мёртвой точки, когда группа вернулась на студию Island Studios[70]. По прошествии времени Пейдж вспоминал: «Пробовали разные варианты. Сначала было не четыре палочки, а две. Мы много раз что-то пробовали, ничего не получалось, но однажды Бонэм, хлебнув пива „Double Diamond“, взял две связки по четыре палочки. И произошло чудо. Записали всё с одного дубля. Наверное, потому что второй Бонзо не выдержал бы физически»[105]. Хотя музыкант не помнит рабочее название трека, после этого его окрестили «Четыре палочки», в качестве дани уважения ударнику[68]. Кроме того, к мелодии песни были добавлены «звенящие» гитары и оркестровка на синтезаторе[52], а также сильно обработанный вокал Планта, который звучал «по-электронному»[104]. Энди Джонсу было трудно сводить трек из-за компрессии ударных. В итоге он остался недоволен финальным миксом, хотя подчёркивал, что это был «лучший из пяти-шести вариантов»[104].
- «Going to California» представлял собой полностью акустический номер, истоки которого восходили к поездке Пейджа и Планта в Брон-Эр-Айр — в нём воплотилась их общая очарованность этим местом, которое станет их вторым домом в 1970-х[86]. Композиция была сочинена Пейджем на акустической гитаре, которую он привёз в Хедли-Грейндж, и являлась своеобразной данью уважения певице Джони Митчелл, чей альбом Ladies of the Canyon стал «краеугольным камнем зарождавшегося фолк-рока», воплощённого «идущими бок о бок Crosby, Stills, Nash, Нилом Янгом, а также Джеймсом Тейлором»[106] Песня выросла из ночных посиделок музыкантов возле камина — Джонс и Пейдж сидели у огня, подбирая аккорды на акустических гитарах, в то время как Плант напевал импровизированные слова. Содержание композиции, первоначально носившей название «A Guide to California», было навеяно рассказами о землетрясениях, которые часто угрожают одноимённому штату; тем не менее главный герой Планта находится скорее «в поисках прекрасной дамы, а не сотрясения земли». По случайному стечению обстоятельств, когда Пейдж вместе с Питером Грантом и Энди Джонсом полетел в Лос-Анджелес на студию Sunset Sound для сведения альбома, во время посадки самолёта произошло землетрясение[107].
- Вдохновением для песни «When the Levee Breaks» послужили записи, сделанные Мемфис Минни и Канзасом Джо Маккоем в 1928 году[комм. 14]. Однако Пейдж полностью изменил двенадцатитактовый блюз за счёт вокала с фейзером и таких студийных эффектов, как соло на гармонике с обратным эхом[83]. Идея заключалась в попытке «изобразить по-настоящему гипнотический рифф»[109]. «У меня родился рифф» — вспоминал гитарист, — «А Роберт запел слова, навеянные песней Минни. Мы поставили её в соавторы, но если вы послушаете её оригинальную версию, то не узнаете»[110]. Запись была сделана при помощи двух внешних микрофонов Beyerdynamic M 160, закреплённых на лестничном пролёте над ударной установкой[комм. 15], в это время Энди Джонс находился в передвижной студии и фиксировал звук с помощью прибора Binson, в котором вместо аудиоленты был магнитный барабан[комм. 16][72]. Также звук ударных усилили, пропустив его через гитарный комбик, и, по словам звукоинженера, сделали «адскую компрессию». По мнению Джонса, Бонэм впервые остался доволен записанным саундом барабанов. Отчасти такого звучания удалось достичь из-за недавно отштукатуренных стен и отсутствия мебели[111]. Пейдж говорил: «Эта песня является примером… возможно, самой тонкой продюсерской работы в альбоме. В каждом куплете происходит что-то новое. Хоть, может быть, сразу это и не бросается в глаза. […] К финалу трека инструменты начинают „вращаться“, а голос остаётся в середине. […] Свести такой эффект было невероятно сложно». Атмосферы добавили вокал Планта в стиле Хаулин Вулфа и «визжащая» слайд-гитара[110]. Впоследствии звучание ударных Бонэма стало самым сэмплированным барабанным саундом всех времён, особенно популярным среди хаус-диджеев и рэперов[113].

## Название альбома

### Альбом без названия
«После всей этой ерунды с критиками мне показалось, что издание нового альбома было бы неплохо провести полностью анонимно. Изначально я хотел изобразить один знак, но потом, рассудив, что нас было четверо и этот альбом должен был стать нашим четвёртым релизом, мы решили использовать четыре символа».

После равнодушной реакции критиков на Led Zeppelin III Пейдж решил не давать название новому студийному альбому, чтобы проверить, удастся ли продать пластинку за счёт одной только музыки. Когда руководство звукозаписывающей компании узнало об уникальной концепции обложки альбома — они пришли в ужас. По замыслу музыканта, на ней не должно было фигурировать какой-либо информации — даже о лейбле или каталожном номере пластинки. Единственным намёком о принадлежности альбома к Led Zeppelin должно было стать имя его продюсера — Джимми Пейджа — на внутренней стороне конверта, а также текст песни «Stairway to Heaven». По словам гитариста: «Мы решили, что в четвёртом альбоме сознательно проигнорируем название группы и на внешней стороне обложки не будет никакой информации. Имена, титулы и так далее не значат ровным счётом ничего… Играет роль лишь наша музыка. Мы хотели дать понять, что полагаемся только на музыку». Столкнувшись с подобной идеей, представители Atlantic Records запротестовали — назвав её «профессиональным самоубийством». Они настаивали, чтобы на обратной стороне конверта было указано хотя бы название группы, однако их предложение было отвергнуто. По словам Роберта Планта, они заявили руководству звукозаписывающей компании, что те не получат магнитофонные ленты с записями, пока не согласятся на эту обложку. В итоге её загадочность лишь подогрела интерес со стороны фанатов и прессы, быстро став предметом обсуждения в средствах массовой информации. Вспоминая тот период, Пейдж говорил: «Мы должны были быть достаточно уверенными в себе для того, чтобы пойти на подобный шаг». В интервью газете The Times 2010 года он сообщил: 
Это было непросто. Записывающая компания настаивала на том, что альбом должен иметь название. […] Нам намекали на то, что такой поступок станет для нас „профессиональным самоубийством“. В действительности мы и так имели достаточное количество негативных отзывов о своих альбомах. […] Альбом без названия показался мне лучшим ответом для критиков — ведь наша музыка отмечается продажами и посещаемостью концертов.

### Четыре символа

Символ Сэнди Денни

Тем не менее в итоге на конверте всё-таки появились опознавательные знаки. Пейдж предложил каждому из музыкантов придумать себе символ, который служил бы его репрезентацией в альбоме. Впервые они были продемонстрированы публике в серии реклам-тизеров, опубликованных в музыкальной прессе за несколько недель до выхода пластинки, представляя собой изображение символа вместе с одной из предыдущих обложек группы. Пейдж и Плант представили свои собственные знаки; в свою очередь, Джонс и Бонэм выбрали их из «Книги знаков» Рудольфа Коха, которую им предоставил гитарист. Джонс выбрал для себя символ, изображающий одиночный круг, разделённый на сектора тремя заострёнными овалами Рыб (круг с трикветром), символизирующий человека уверенного и компетентного. Помимо этого, в нём прослеживалась оккультная связь, так как он фигурировал в разных экзотерических текстах. Три пересекающихся круга Бонэма (кольца Борромео) символизировали триаду «человек-жена-ребёнок» (а также Троицу), а внутреннее поле — силу и единство. Также это изображение встречалось в Таро, где представляло собой три эволюционные эпохи: Осириса (прошлое), Исиды (настоящее) и Гора (будущее). По словам Планта, придуманный им знак, круг с пером внутри, был выбран им потому, что это был символ, на котором основывались все философии. Например, во многих индейских племенах он обозначал мужество. «Мне нравится, когда люди устанавливают истину. Без шуток, в этом и есть смысл пера в круге». Заключённое в круг перо является знаком Маат, египетской богини правосудия и справедливости — он фигурирует в книге «Священные символы Му» Джеймса Чёрчварда (и является отсылкой к древней затонувшей цивилизации Пацифида или континенту Му), так что символ вокалиста был оригинален лишь отчасти.
По словам писателя Мика Уолла, единственным знаком, который оставался действительно загадочным, был символ Пейджа. Хотя гитарист не намеревался придавать ему сходство со словом (и он утверждал, что символ не имеет названия или словесного эквивалента), его и по сей день продолжают называть «ZoSo». Он старательно избегал комментариев по поводу его значения, тем не менее сказав в одном из интервью: «Мой символ был связан с заклинанием и заклинающим. Больше я ничего не скажу об этом». Впервые похожий на него символ появился в книге 1557 года «Ars Magica Arteficii» герменевта Джероламо Кардано (также известного как Дж. Кардан). Впоследствии его репродукция была опубликована в «Словаре оккультных, герменевтических и алхимических знаков» (1982) Фреда Геттингса. Напечатанный в разделе «Символов планет» знак Сатурна представляет собой прямую копию символа «ZoSo» из книги Кардано. По мнению Уолла, так как Пейдж является Козерогом по гороскопу, а этим знаком зодиака управляет Сатурн, «вряд ли это было простым совпадением». Тот же символ использовал британский оккультист Остин Осман Спейр (тоже Козерог по гороскопу; был известен под магическим именем Zos), приверженец Алистера Кроули, трудами которых очень увлекался Пейдж. Уолл высказывал предположение, что буква «Z», в символе гитариста, представляла собой стилизованное изображение астрологического знака Козерога, в то время как «o-S-o» — было отсылкой к кроулевскому 666. Помимо Уолла, который называл «ZoSo» «несомненно, оккультным символом», знак Пейджа интерпретировали как алхимические символы Меркурия и янтаря; также выдвигались теории, что он обозначает Цербера или как-то связан с пирамидой Джосера в Египте, а по одной из версий — это была просто шутка, позаимствованная у главного героя детской книжки «Любопытная обезьянка Джордж», известного под именем «Zozo». Исследователи оккультизма выражали мнение, что знак имеет связь с гримуаром Кроули под названием «Красный дракон». В свою очередь, астрологи вычислили, что он состоит из букв еврейского алфавита и знаков Пейджа: Козерога в Солнце, Рака в Луне и «восходящего» Скорпиона, что характеризовало гитариста как скрытного человека, ищущего знания, правду и мудрость. Пейдж отказывался комментировать значение символов, впоследствии он лишь опровергал опубликованные в прессе сообщения, что они представляют собой исландские руны. Чтобы обозначить участие Сэнди Денни в записи песни, для неё был выбран отдельный символ, изображённый на конверте альбома рядом с треком «The Battle of Evermore» (в виде типографической звёздочки) — три треугольника, древний символ божественной природы. Также Пейджем был предложен замысловатый шрифт, используемый для набора текста, который он позаимствовал из журнала The Studio, посвящённого искусствам и ремёслам XIX века: «Надпись была столь интересной, что я нашёл кое-кого для разработки алфавита».
Зимой 1971 года, во время британского турне в поддержку альбома, участники группы впервые разместили символы на своих музыкальных инструментах. Так, «ZoSo» Пейджа фигурировал на одном из его гитарных усилителей (кроме того, гитарист носил специально связанный шерстяной свитер с этим логотипом; помимо этого, знак был вышит на бархатных штанах его сценического костюма); символ Бонэма был нарисован на бас-бочке его ударной установки; знак Джонса нанесли с помощью трафарета на тканевую накидку гастрольного инструменты музыканта — родес-пиано; в свою очередь, эмблема Планта была размещена на одной из сторон его акустической системы. После этих гастролей символ Планта больше не использовался в концертных турах Led Zeppelin; в свою очередь, от знака Джонса отказались по завершении японского турне 1972 года. В дальнейшем группа стала использовать только эмблемы Пейджа и Бонэма.
Безымянность альбома затруднила его идентификацию. Хотя чаще всего диск обозначают как Led Zeppelin IV, в каталоге Atlantic Records используется название Four Symbols и The Fourth Album. Альбом также называют ZoSo (из-за символа Пейджа), Untitled и Runes. Сам Пейдж в своих интервью называл релиз «четвёртым альбомом» и «Led Zeppelin IV», отмечая: «Конечно, эта история с названием — не что иное, как уловка, которая привела прессу в замешательство. Мы все дико веселились, когда альбом попал в чарты, потому что составителям пришлось вместо названия печатать эти четыре символа!». В свою очередь, комментируя ситуацию с названием, Плант сказал: «Это четвёртый альбом, вот и всё». По мнению Уолла: «По иронии судьбы, решимость группы обойти навешивание ярлыков, сделав конверт альбома настолько анонимным на вид, насколько это было возможно, лишь укрепила миф о Led Zeppelin и помешала оценить его истинное „значение“». В биографии Уолла отмечалось, что самым распространённым мифом о группе являлось мнение, якобы трое её участников — за исключением «тихони» Джона Пола Джонса — вступили в сделку с дьяволом, обменяв свои души на земную славу.

## Обложка и оформление конверта
«На обложке должно было быть что-то эстетически приятное для людей, но я счёл более важным дать возможность людям поразмышлять над её смыслом […], предоставить им собственное приключение в музыке».

Лицевая и оборотная обложки альбома

На лицевой обложке альбома изображена картина (висящая на стене с облупившимися обоями) со старым крестьянином, согнувшимся под тяжестью вязанки хвороста. Этот персонаж, как отметил для себя Пейдж, имел явное сходство со «старым Джорджем Пикингиллом», который считался оккультным наставником Алистера Кроули. Кроме того, обозреватель журнала Classic Rock Крис Сэйлвиц провел параллель между этим изображением и рисунком карты Таро «Десятка жезлов», означающей повышенные давление и ответственность, которые, «несомненно, воздействовали» на гитариста при работе над пластинкой. Обратная сторона обложки являлась её продолжением — демонстрируя, что дом с картиной был частично разрушен при расчистке трущоб, а через него виднеются старомодные жилые кварталы ленточной застройки, над которыми возвышается муниципальная высотка — здание Солсбери-Тауэр (расположенное в бирмингемском районе Ледивуд), по мнению Уолла, «определяющий символ современности в Британии ранних 1970-х». Слева от неё располагается небольшое здание из красного кирпича, на котором можно заметить плакат организации Оксфам, чей текст гласит: «Ежедневно кто-то умирает от голода». Картина неизвестного художника, датируемая XIX веком, была приобретена Плантом в одном из секонд-хендов Рединга; впоследствии Пейдж объяснял выбор такой обложки желанием группы продемонстрировать дихотомию «город-деревня», ранее поднимавшуюся в песнях Led Zeppelin III, а также затронуть проблему экологии: 
Когда я жил в Пангборне, я постоянно ходил по барахолкам в Рединге, доставая там мебель и всякую всячину. Однажды со мной пошёл Роберт и он заметил картину с Отшельником. Это произошло в том секонд-хенде на углу. Я имею в виду не антикварный магазин, а настоящий секонд-хенд, где вещи навалены повсюду. Роберт заметил картину и купил её. И хорошо, что заметил. Мы использовали её для обложки, идея заключалась в том, чтобы показать прогресс. Это действительно было сделано довольно тонко. Старое разрушается, и строятся новые дома. Теперь они не выглядят такими уж новыми, не так ли? Но тогда выглядели. И старое осталось на стене.
«Старик, несущий дрова, находится в гармонии с природой. Он берёт что-то у природы, а затем возвращает земле. Это естественный цикл… Его старую хибару сносят, а его самого переселяют в городские трущобы… Отшельник держит светильник истины и просвещения, указывая путь молодому человеку у подножья горы. Если вы знакомы с Таро, вам, должно быть, известен смысл Отшельника».

Изображение отшельника на внутренней части обложки

Впоследствии стало известно, что изображение, которое Пейдж считал картиной, на самом деле является фотографией кровельщика по имени Лот Лонг жившего в XIX веке. Она была сделана Эрнестом Фармером, скончавшимся в 1944 году. Открытие совершил британский учёный Брайан Эдвардс из Университета Западной Англии во время изучения старых фотоальбомов для своего академического исследования. «Я моментально узнал мужчину с вязанкой хвороста — его часто называют „человеком с ветками", — отметил Эдвардс, который является давним поклонником группы — Вот это была неожиданность!». Снимок называется «Кровельщик из Уилтшира».
На внутренней стороне складного конверта находится рисунок «Вид в полумраке или переменном свете», выполненный карандашом и золотой краской. На нём вновь изображён отшельник (в стиле карты из колоды Таро Райдера — Уэйта), стоящий на вершине скалистого утёса, с которого открывается вид на обнесённый стеной городок, «похожий на картины Маурица Эшера». Отшельник держит в одной руке посох/жезл, а в другой — горящую лампу, он смотрит вниз на крошечную фигуру юного адепта, который взывает к нему. Автором рисунка был Баррингтон Коулби, друг Пейджа, однако биографам не удалось найти какой-либо информации о нём или его работах, кроме двух рисунков, выполненных в схожем стиле. Выдвигались версии, что Коулби не был профессиональным художником и, возможно, жил в Швейцарии и имел другой источник дохода. Также были предположения, что «таинственного друга» не существовало вовсе и это был псевдоним Пейджа, который в юности учился в колледже искусств. По словам самого гитариста: «Я предложил его для внутреннего разворота альбома, и все согласились. […] Кое-кто говорит, что там есть аллюзии на Уильяма Холмана Ханта, но это не так. На самом деле идея берёт начало от карты Таро „Отшельник“ и, следовательно, восхождения к путеводной звезде и свету истины. Всему свету, так сказать…». В Ордене восточных тамплиеров 8, 9, 10, 11 и 12 ступени — высшие уровни порядка от Совершенного Понтифика Просвещения до Внешнего Главы Ордена (которого достиг Кроули) — известны как Триада Отшельника. В «Книге Тота» Кроули пишет следующее: «…один  из его [Отшельника] титулов — психопомп, проводник души сквозь низшие сферы. На это символически указывает его Змеиный Жезл… За ним следует Цербер […], которого он приручил. Эта карта показывает всё таинство жизни в её самых секретных трудах». Если поднести складной конверт к зеркалу, под Отшельником можно разглядеть очертания чёрного пса с двумя головами, что, вероятно, тоже является отсылкой к Церберу. По мнению Уолла, Отшельник, который синонимичен Магу (или Мастеру Магу), представляет собой путеводный огонь, духа-наставника для человечества. Впоследствии Пейдж сыграл этого персонажа в концертном фильме «Песня остается прежней».
Оригинальная виниловая пластинка была вложена во внутренний коричневый конверт, на котором фигурировали четыре символа, нарисованные от руки (по мнению Уолла, они были расположены в магическом порядке — наружные, более сильные, защищали два внутренних; Пейдж-Джонс-Бонэм-Плант). В левом углу находилось маленькое изображение джентльмена елизаветинской эпохи, держащего книгу, а позади него были выгравированы магические надписи. Влиятельный рок-диджей Дэйв Диксон высказывал предположение, что на этом рисунке изображён доктор Джон Ди, придворный маг и астролог королевы Елизаветы I. В книге «Магические дневники Алистера Кроули», под редакцией Стивена Скиннера, отмечалось, что «система енохианской магии [Ди] была одним из краеугольных камней практики Кроули». И Ди, и Кроули считали, что эти духовные практики должны быть задокументированы так же тщательно, как лабораторные заметки химика или физика, «и даже еще более подробно». Кроули считал личного секретаря Джона Ди — Эдварда Келли — одной из своих прошлых инкарнаций, обращая внимание на родство духа в «простирающейся на три с половиной века оккультной практике». На оригинальном виниле напечатаны слова «Peco Duck» на одной стороне и «Porky» — на другой. Некоторые исследователи предположили, что они тоже имеют связь с оккультизмом. Однако, по мнению писателя Криса Уэлша, «Porky — это скорее всего прозвище человека, который занимался мастерингом записи, некого Джорджа Пекхэма из „Porky’s Disc Cutting Service“». Позже Пейдж заявил, что целью обложки было «дать людям пищу для размышлений», а не развёрнутое послание.
Обложка альбома была выбрана Королевской почтой Великобритании для серии марок «Classic Album Cover», выпущенных в январе 2010 года. Также она заняла 3-е место в списке портала Classic Rock History «10 лучших обложек Led Zeppelin»; автор подчеркнул, что если бы ему пришлось выбирать 10 самых известных обложек всех времён, «этот альбом был бы в [его] рейтинге, хотя бы из-за своей огромной популярности», в конце сославшись на слова Пейджа — «Она отражает изменение баланса. Старый сельский житель и фрагмент стены снесённого дома. Это был просто способ сказать, что мы должны присматривать за землёй, а не насиловать её и грабить». В свою очередь, редакторы музыкального сайта Consequence of Sound поставили обложку Led Zeppelin IV на 4-ю строчку аналогичного рейтинга, отметив, помимо самого лицевого изображения, «которое занимает одно из высших мест в нашем списке», визуальную составляющую пластинки — «четыре [загадочных] символа на её внутреннем конверте, которые помогли закрепить за Led Zeppelin репутацию группы, каждый шаг которой заслуживал обсуждения». Обложка альбома была включена в список журнала Classic Rock «50 знаменитых обложек 1970-х»; автор статьи, Герни Йейтс, отмечал: «Один взгляд на эту обложку сразу передаёт вам заряд возбуждения и предвкушения того созданного цеппелинами волшебства, которое находится внутри альбома».

## Гастроли в период записи

### Первая половина 1971 года
«Когда мы набрали обороты, люди это поняли, и мы перестали с кем-либо считаться. Перед нами должны были раскрываться все двери. Если этого не случалось, мы их выламывали. Именно так и происходило. Мы жили по собственным законам».

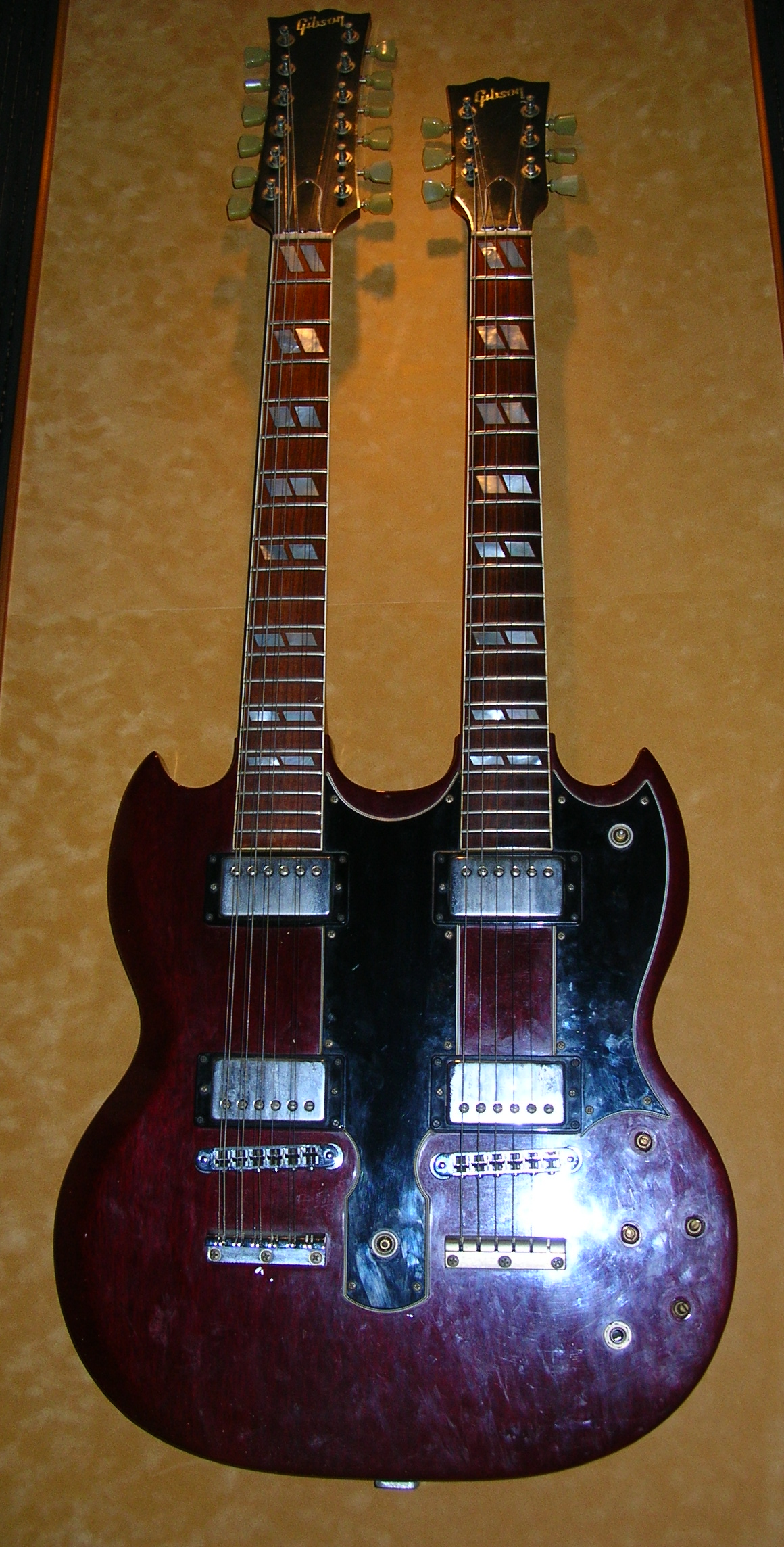
Гитара Gibson EDS-1275 используемая для исполнения «Stairway to Heaven» вживую

Находясь в Хедли-Грейндж, музыканты обсудили идею отыграть несколько неафишируемых концертов, отправившись в гастрольный тур по британским университетам и небольшим клубам с целью проверить на публике некоторые из песен нового альбома, на тот момент ещё не имевшего названия, а также акустические варианты некоторых свежих композиций предыдущей пластинки. Также турне должно было опровергнуть многочисленные утверждения в британской музыкальной прессе о назревающем распаде группы. По словам Пейджа: «Зрителей становилось всё больше и больше, но они находились от нас всё дальше. Они превращались в пятна на горизонте, и мы теряли контакт с людьми — теми самыми людьми, благодаря которым мы взлетели в первые дни». Тур Led Zeppelin, проходивший под лозунгом «Возвращение в клубы», начался 5 марта 1971 года выступлением в концертном зале «Ulster Hall» в Белфасте. Это был первый визит группы на остров Ирландия, и он проходил на фоне конфликта между католиками и протестантами, захлестнувшим регион. Беспорядки на религиозной почве не утихали и в день концерта — возле городской ратуши был сожжен бензовоз, на улице застрелили молодого человека, а в бедных кварталах города «в ход активно шли коктейли Молотова». Во время выступления Led Zeppelin впервые представили публике композиции «Black Dog» и «Stairway to Heaven», которая была сыграна Пейджем (также в первый раз) на гитаре Gibson EDS-1275 с двумя грифами. Инструмент был сделан под заказ на манер гитары чикагского блюзмена Эрла Хукера, так как музыкант считал, что только на подобной гитаре можно воспроизвести все секции этой композиции на сцене. С этого периода участники группы отпустили бороды.
Из Белфаста музыканты отправились в Дублин, выступив там на местной боксёрской арене — Джонс, Плант и Пейдж сидели на стульях на краю сцены, Бонэм был размещён поодаль. Общаясь с местным журналистом после шоу, Пейдж заявил, что негативные сравнения с модными тогда американскими ансамблями вроде Grand Funk Railroad и Mountain побудили их записать больше акустических песен. Турне группы продолжалось весь март, однако, после того как начались английские концерты, музыканты столкнулись с проблемой: зрителей оказалось слишком много для площадок, выбранных Грантом. Хотя зал университета в Лидсе и «Bath Pavilion» в Бате оказались достаточно вместительными для всех желающих, в клубах «Stepmothers» (Бирмингем) и «Boat Club» (Ноттингем) из-за большого количества публики и малой квадратуры, возникла давка. Серия концертов закончилась выступлением в лондонском «Marquee Club», после чего, 1 апреля, группа отыграла специальное шоу в студии «Paris Theatre», в конце которого исполнила попурри из песен «Whole Lotta Love», «Boogie Chillen’», «Fixin’ to Die Blues», «That’s All Right» и «A Mess of Blues». Тремя днями позже запись концерта прозвучала в передаче Джона Пила на радио BBC Radio 1, а в 1997 году она была издана на сборнике группы BBC Sessions. Позднее комментируя этот гастрольный тур, Джимми Пейдж заявил: «Мы в любом случае были в проигрыше. Сначала нас обвиняли в надувательстве, а теперь — в том, что мы не выступали в местах, достаточно больших, чтобы все могли посмотреть на нас». В свою очередь Роберт Плант назвал эти гастроли пустой тратой времени.
Группа продолжила выступления серией европейских шоу, стартовавших 3 мая в Копенгагене («K.B. Hallen»), где музыканты предприняли единственную концертную попытку сыграть «Four Sticks». По ходу этого турне группа выступила с несколькими шоу, отменёнными во время «Возвращения в клубы», и исполнила бо́льшую часть нового альбома. Гастроли стали знаменательны самым драматичным концертом в карьере Led Zeppelin, состоявшимся на миланском велодроме «Vigorelli» 5 июля. Группа должна была играть в конце мероприятия «после 28 других исполнителей», как выразился Ричард Коул. Появившись на сцене перед 12 000 толпой, музыканты обнаружили сотни полицейских в полной амуниции. После того как группа начала играть, разогретая молодёжь начала поджигать факелы (несмотря на просьбы Планта прекратить), в ответ сотрудники правопорядка принялись закидывать их шашками со слезоточивым газом. Кто-то из зала швырнул бутылку, и полиция начала теснить толпу вперёд. Музыкантам пришлось срочно покинуть сцену и забаррикадироваться в медпункте, так как всё заволокло дымом и в зале началась паника. Когда беспорядки прекратились, группа обнаружила, что сцена и вся музыкальная аппаратура были разгромлены. Впоследствии Пейдж вспоминал: «На следующий день в газетах писали, что там кинули бутылку, но полиция просто провоцировала зрителей, и неожиданно всё вышло из под контроля. […] Там было просто столпотворение, и негде было спрятаться от этого проклятого слезоточивого газа, он попал даже на нас. После этого я был ужасно расстроен». Группа больше не приезжала с концертами в Италию.

### Вторая половина 1971 года

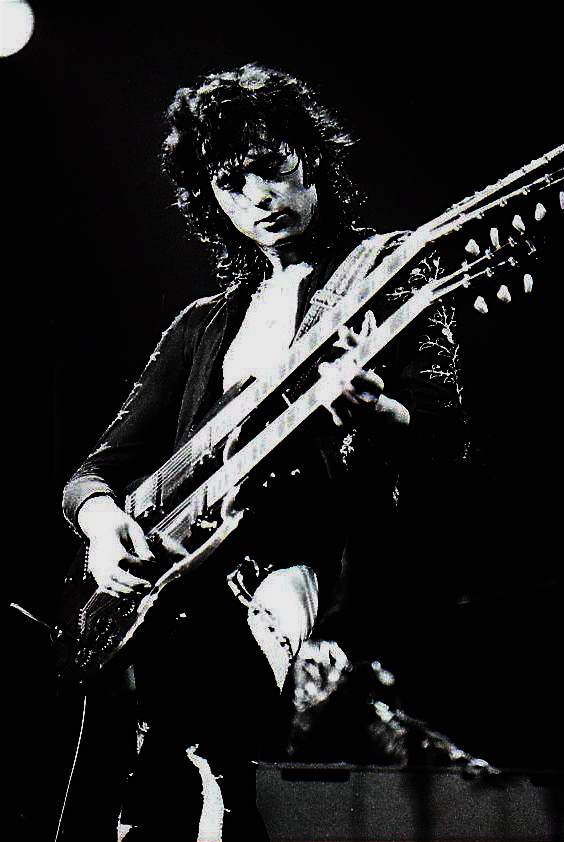
«Для нас было шоком выйти на сцену и играть для японцев. Они поразительно вежливо относятся к тем, кто выступает, и думают, что непочтительно шуметь, если музыка стала звучать тихо. В каждой песне они аплодировали, а потом просто внезапно затихали. Мы, приехавшие из Америки, где весь концерт люди пьют, курят косяки и сходят с ума, не привыкли к этому. В Японии на шоу было так спокойно, даже жутковато, что мы начали творить эти странные вещи [кавер-версии], просто смеясь и отрываясь» (Джимми Пейдж)

После двух разогревочных шоу в Монтрё группа начала свой седьмой американский тур, который стартовал в Ванкувере 19 августа — накануне дня рождения Планта. На тот момент это был самый большой перерыв в гастролях Led Zeppelin по Северной Америке — их предыдущий тур состоялся почти год назад. В течение этого периода хард-рок-группа Grand Funk Railroad закрепила свое влияние на американском музыкальном рынке, и музыканты стремились восстановить свою концертную репутацию. Первоначально Led Zeppelin планировали выпустить свой четвёртый альбом как раз в самом начале этого тура, однако релиз был перенесён из-за разногласий с обложкой. Билеты на все шоу были распроданы заранее и материал нового альбома очень хорошо принимался местной публикой, тем самым подготовив почву перед релизом пластинки в ноябре. Гастроли также отличались беспорядками на концертах, хотя насилия стало меньше — оно приняло более завуалированный характер, в полицию стали поступать звонки с угрозами убить Пейджа. После этого, во время нескольких выступлений, музыканты видели возле сцены вооружённого человека. Перед американским туром Плант сбрил бороду, сменив имидж, которого он и его коллеги придерживались около полугода (чтобы аудитория оценивала их музыку, а не внешний вид). Джон Пол Джонс последовал его примеру месяц спустя, а следом за ним — Пейдж. Гастроли завершились двумя концертами в Гонолулу — 16 и 17 сентября — на стадионе «Neal S. Blaisdell Arena», после чего музыканты провели несколько выходных на Мауи. Это турне стало самым масштабным и дорогостоящим в карьере Led Zeppelin на тот момент: группа отыграла в 20 концертных залах, каждый из которых вмещал как минимум 12 000 зрителей, суммарные гонорары ансамбля составили более миллиона долларов.
В конце того же месяца музыканты вылетели в Токио, чтобы выступить с шоу в «Будокане», которое открывало их первый японский тур. Эти концерты были намного длиннее и разнообразнее, чем любые отыгранные ими прежде — группа исполняла экспромтом каверы песен «Smoke Gets in Your Eyes», «Bachelor Boy» и «Please Please Me». После концерта музыканты остановилась в «Токио Хилтон», где пьяные Бонэм и Коул изрубили свои номера самурайскими мечами, из-за чего отель пожизненно отказал Led Zeppelin в обслуживании. Затем музыканты вылетели в Хиросиму, где исполнили благотворительный бенефис в пользу жертв атомной бомбардировки 1945 года, получив в знак признательности награду от мэра города — медаль за защиту мира. По настоянию японского лейбла Warner Pioneer, дочерней компании Atlantic Records, концерты записывались на аудиоплёнку. Однако Пейдж счёл качество звука настолько плохим, что решил всё стереть. После финального шоу в Осаке (29 сентября) Бонэм, Джонс и Грант вылетели в Англию, а Коул, Пейдж и Плант решили продолжить путешествие по Азии. Посетив Гонконг, они отправились в Бангкок, где побывали в Храме изумрудного Будды, а затем отдохнули в местном квартале красных фонарей. После Таиланда Пейдж и Плант отправились в Бомбей, так как гитарист по-прежнему был одержим идеей сделать записи с индийскими музыкантами; в свою очередь, Коул вылетел в Австралию, чтобы подготовить первое турне группы в этой стране. В итоге Пейджу удалось поджемовать с несколькими местными музыкантами на купленных в Японии гитарах, после чего они вернулись в Лондон через Женеву.
Зимние гастроли Led Zeppelin начались 11 ноября в Ньюкасле («Newcastle City Hall»), спустя три дня после выпуска альбома в США и неделю — в Британии. Ажиотаж вокруг турне подтвердил «превосходство [группы] на британском рок-рынке» — билеты на все шоу были распроданы за 24 часа. Промоутерам пришлось организовать дополнительные концерты группы на «Уэмбли Арене» и в Манчестере после того, как фанаты простояли в очереди за билетами 18 часов. Апофеозом гастролей стали два пятичасовых шоу в лондонском «Имперском бассейне», получившие название «Электрическая магия». Большинство концертов Led Zeppelin в тот период (эпоху глэм-рока) были непритязательными, однако в этот раз выступления были задуманы в стиле рок-варьете: в них участвовали акробаты, жонглеры и дрессированная свинья, а на разогрев выходила группа Stone the Crows (тоже подопечные Гранта). Цена билетов на шоу составляла 75 пенсов — все они были раскуплены за один час. Побывавший на одном из концертов журналист Рой Холлингворт написал в рецензии для Melody Maker: «Было ощущение, что барабанные перепонки втягиваются внутрь, подобно парусам, наполненным ветром. Это вызывает боль, но пробуждает одинаковые эмоции одновременно у всего зала. […] Они не пощадили ничего, просто ничего. Это была не работа. Это был не концерт. Это было событием для всех». Через две недели после окончания тура (последним был концерт 21 декабря в Солсбери) количество заказов Led Zeppelin IV было столь велико, что компании Virgin Records пришлось устанавливать специальные стенды для отдельной продажи этого альбома.

## Обвинения в сатанизме
«Там полно подсознательного материала. [Все альбомы] были собраны вместе, на них много всего — много тонкостей, которые сперва незаметны, иногда довольно долго. Но чем больше внимания ты обращаешь на них, тем больше в них находишь. Так и задумывалось, и это отлично».

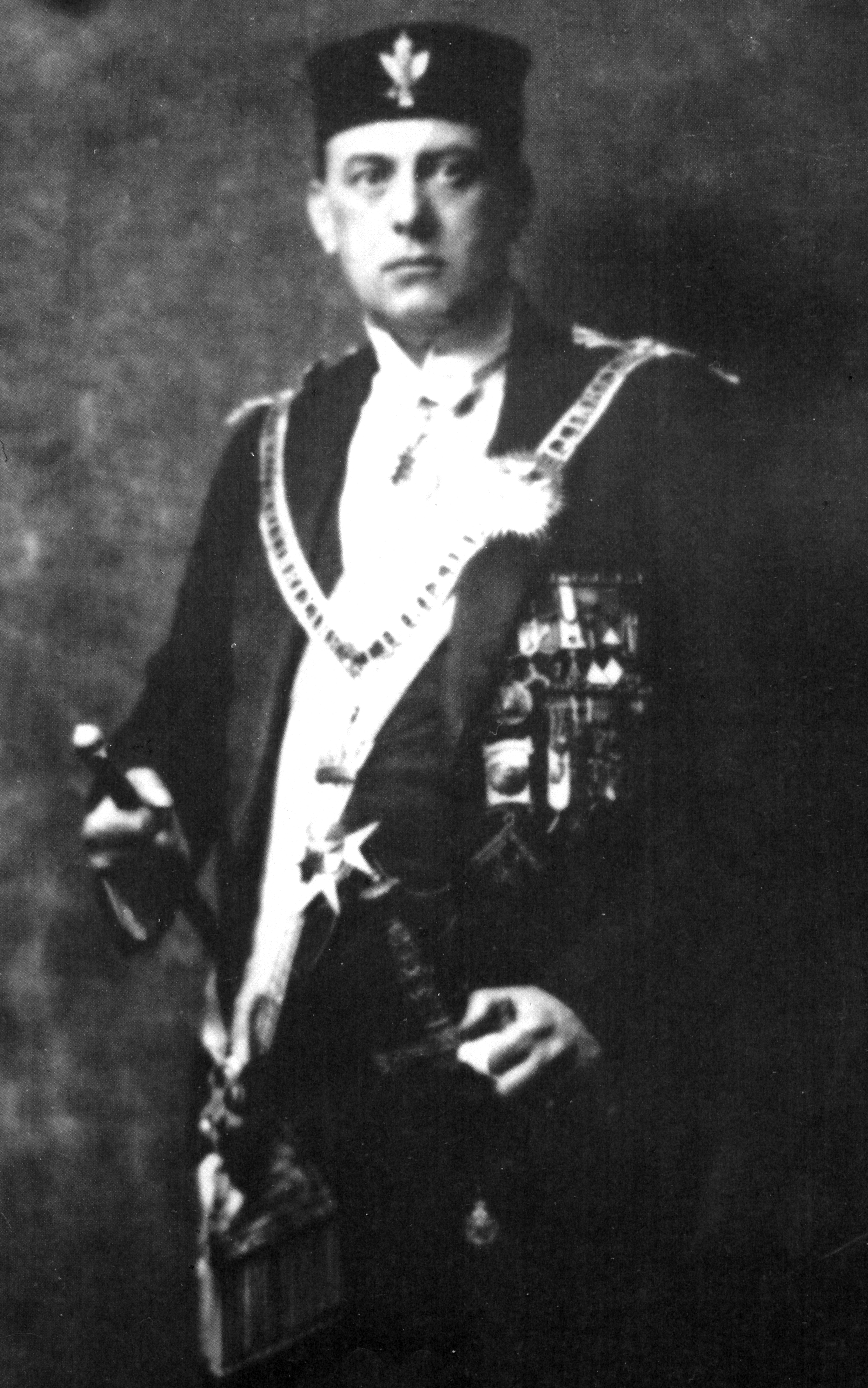
Фотография Алистера Кроули

В апреле 1982 года комитет законодательного собрания штата Калифорния решил прослушать записи Led Zeppelin задом наперёд. Вопрос был поднят телеевангелистом Полом Краучем, который утверждал, что таким образом можно было услышать сатанинские послания, сделанные группой посредством загадочного приёма «обратной маскировки». Крауча поддержали представители организации Moral Majority, которые разделяли его мнение о том, что тем самым христианская молодёжь США подвергалась скрытому воздействию сатанизма и оказывалась в зоне риска подсознательной вербовки поклонения дьяволу. Прослушав «Stairway to Heaven» в обратную сторону (отрывок «bustle in your hedgerow») некоторые из заседателей утверждали, что слышали фразу «Here’s to my sweet Satan / The one whose little path would make me sad, whose power is Satan / He will give those with him 666 / There was a little toolshed where he made us suffer, sad Satan». Обвинители предлагали принять закон об обязательности предупреждающих надписей на альбомах, аргументируя это тем, что, даже если прослушать подобные произведения в обычном виде, слушатель подсознательно расшифровывал смысл сатанинских посланий. Несколько групп психологов проверили эти утверждения, используя научные методы, результаты которых показали, что подопытные слышали лишь бессвязные звуки. Сатанинские стихи были слышны лишь тогда, когда у испытуемых перед глазами была их распечатанная версия. Плант так прокомментировал эти обвинения: «У тебя должна быть куча свободного времени, чтобы всего лишь додуматься, что кто-нибудь [из слушателей] мог бы поступить подобным образом [начать слушать песню задом наперёд]». В 2003 году журналист Ник Кент спросил Пейджа, обсуждал ли он когда-либо оккультные темы с другими членами группы. «Я вполне мог обсуждать мистицизм с Робертом» — ответил гитарист, которого, по мнению Кента, тёмные сферы интересовали гораздо больше, нежели вокалиста, увлечённого идеями хиппи о мире и любви. «Привлекала ли меня темнота или я был привлечен к ней — не знаю» — добавил Пейдж.

В 2004 году писатель Томас Френд опубликовал книгу под названием «Fallen Angel: The Untold Story of Jimmy Page and Led Zeppelin». В ней он, после детального анализа Led Zeppelin IV, выдвинул версию, что Джимми Пейдж не только был одержим оккультизмом, но и вступил «в особое соглашение с тремя остальными музыкантами группы Led Zeppelin с целью низложить христианство и обратить публику, покупающую рок-альбомы, в дьяволопоклонническую веру». По мнению писателя, Led Zeppelin были не единственными посланниками дьявола, но они, «пожалуй, были наиболее могущественными». Френд обращал внимание на интервью гитариста журналу Guitar World, в котором тот говорил: «Если появляется что-то действительно магическое, ты следуешь за ним… Мы старались извлекать пользу из всего, что нам предлагалось». Помимо этого, писатель подчёркивал, что «контактёрство» Планта в песнях связывало его со злобными духами, Люцифером, и что музыкант указывал на «женщину-супругу [дьявола] в форме света» в тексте «Stairway to Heaven» — «There walks a lady we all know, who shines white light and wants to show». По словам Френда, дальнейшие отсылки к сатане появляются в куплете: «And it’s whispered that soon, if we all call the tune, Then the piper will lead us to reason / And a new day will dawn, for those who stand long, And the forests will echo with laughter». Он утверждал, что Алистер Кроули в своих трудах также характеризовал Пана-дудочника как «Люцифера-дудочника, творца музыки», что восходило к строкам из Книги Иезекииля (глава 28:13), где Бог описывается создающим Люцифера как «небесного сочинителя музыки, с небесными дудочками». Писатель подытоживает, что «Stairway to Heaven» — это песня о втором пришествии сатанизма, подчёркивая, что упомянутое в песне «благоразумие, к которому ведёт слушателя дудочник», на самом деле является почитанием Люцифера. Впоследствии Кеннет Эргер, алтарник Кроули, и во времена релиза Led Zeppelin IV близкий друг Джимми Пейджа, высказался о «Stairway to Heaven» как о «наиболее люциферианской песне Led Zeppelin». Тем не менее один из самых влиятельных диджеев американского радио Дэйв Диксон, комментируя эти слухи, отмечал, что находить слишком многое в музыке Led Zeppelin так же просто, как и неправильно интерпретировать Библию: 
Сомневаюсь, что кто-то, за исключением самых отъявленных последователей Кроули, по-прежнему хочет разрушить Церковь. Думаю, Пейдж будет в числе множества, которое говорит: „Что ж, я не верю в это [Церковь], можно я пройду мимо, предоставленный самому себе?“. […] Какую бы систему верований вы не хотели обнаружить, вы можете найти её. Поэтому кто-то приходит и говорит, что „Stairway to Heaven“ — на самом деле „Stairway to Hell“. И если вы недостаточно сообразительны и хотите верить в это, то впасть в это невероятно легко. […] Достаточно взглянуть на Марка Чепмена, застрелившего Леннона, или ещё раньше, на Мэнсона, чтобы увидеть, что люди найдут всё, что хотят, в песнях, книгах и где угодно. […] „Stairway to Heaven“ — великая песня, но я был бы весьма удивлён, если бы Роберт Плант, положа руку на сердце, действительно бы мог сказать, что означает её текст.

## Выпуск и отзывы критиков
| Оценки критиков               | Оценки критиков |
| Источник                      | Оценка          |
| ----------------------------- | --------------- |
| AllMusic                      | [ 221 ]         |
| Blender                       | [ 222 ]         |
| Christgau's Record Guide      | (A)             |
| Classic Rock                  | [ 224 ]         |
| Encyclopedia of Popular Music | [ 225 ]         |
| Entertainment Weekly          | A+              |
| Mojo                          | [ 227 ]         |
| MusicHound Rock               | 5/5             |
| Pitchfork Media               | 9.1/10          |
| Q                             | [ 230 ]         |
| The Rolling Stone Album Guide | [ 231 ]         |

В преддверии релиза в музыкальной прессе стали появляться четыре символа альбома, рекламирующие его. Первый тираж был распродан практически мгновенно. Led Zeppelin IV дебютировал в UK Albums Chart под номером 10, а уже через неделю (спустя две недели после окончания промотура) поднялся на первую позицию, которую удерживал на протяжении 90 недель. В США альбом добрался до 2-й строчки хит-парада Billboard 200, где пробыл в течение пяти недель, вначале уступив первое место пластинке There’s a Riot Goin’ On фанк-группы Sly & the Family Stone, а затем — Music певицы Кэрол Кинг. Шесть месяцев спустя, благодаря сверхвысокой ротации «Stairway to Heaven» на радио, альбом по-прежнему занимал высокие позиции в американских чартах (он пробыл в Top-40 в течение полугода), продержавшись там дольше, чем любой другой диск группы, а также став самым продаваемым альбомом в США, не занявшим первое место в чарте. По данным писателя Дэйва Льюиса, четвёртый альбом Led Zeppelin является самой успешной пластинкой группы, как с коммерческой точки зрения, так и в профессиональной журналисткой среде. Альбом долгое время занимал 5-е место в списке самых продаваемых альбомов в мире, с 37 миллионами проданных копий, в дальнейшем опустившись на 13-ю строчку. Продажи Led Zeppelin IV в США составляют 23 миллиона экземпляров, что делает его третьим наиболее востребованным альбомом на американском рынке. 2 декабря в США отдельным синглом была издана песня «Black Dog», с «Misty Mountain Hop» в виде би-сайда, добравшаяся до 15-го места в чарте Billboard Hot 100. Лейбл группы также планировал выпустить «Stairway to Heaven», однако Пейдж оказался категорически против, так как хотел, чтобы её слушали в контексте альбома; он также воспрепятствовал редактированию длительности композиции. Гитарист подчёркивал: «Я знал, сначала она станет синглом, а потом они захотят выпустить отредактированную версию — и я не хотел этого ни в коем случае». В феврале 1972 года в США был издан второй сингл, «Rock and Roll», с песней «Four Sticks» в качестве би-сайда.
Подавляющее большинство рецензий на новый диск Led Zeppelin были положительными. В обзоре для Rolling Stone Ленни Кей охарактеризовал его как «альбом, запоминающийся своей неброской и изящной утончённостью», похвалив его «абсолютное разнообразие… невероятно острый и точный вокальный динамизм [и] самые искусные аранжировку и продюсирование, которые когда-либо делал Джимми Пейдж». В свою очередь, рецензент британского издания Disc and Music Echo отметил, что «если предыдущий альбом давал первые намёки на то, что их музыка ни в какой мере не будет ограничена тяжёлым роком, то эта новая пластинка подчёркивает их раскрывающуюся зрелость». Критик Роберт Кристгау, изначально отзывавшийся о Led Zeppelin IV в пренебрежительном ключе, впоследствии назвал запись «шедевром в своём жанре», «определяющим альбомом группы и хэви-метала в целом». Он также высоко оценил композиторский талант музыкантов, назвав пластинку «пиком их песенного творчества, прежде чем они переросли сами себя», при этом посетовав на некоторую тематическую ограниченность средневековыми мотивами. По мнению журнала Billboard, четвёртый диск Led Zeppelin обладал высоким коммерческим потенциалом, превосходящим три предыдущих релиза, что подтвердилось 23 миллионами проданных копий за первые три года.

По прошествии времени альбом приобрёл статус одной из величайших и влиятельных пластинок за всю историю рок-музыки. В своём ретроспективном обзоре для AllMusic Стивен Томас Эрлевайн назвал альбом «определяющим не только для самих Led Zeppelin, но для звучания и стиля всего хард-рока 1970-х в целом», в то же время охватывающим хэви-метал, фолк-рок, рок-н-ролл и блюз. «Расширив прорывную концепцию третьего альбома, музыканты объединили величественный хард-рок с мистическим английским сельским фолком, что придаёт записи эпический размах», — подытожил рецензент. В обзоре журнала Spin публицист Джои Гросс охарактеризовал Led Zeppelin IV как «монолитный краеугольный камень». В свою очередь, обозреватель BBC Music Дэрил Эсли отметил, что альбом обеспечил группе мировой успех во многом благодаря комбинированию идей фолк-рока из третьего альбома с хард-роком второго альбома. Рецензенты Consequence of Sound, Кэтрин Флинн и Джулиан Ринг, напротив, сочли, что альбом в большей мере развивает звучание блюз-рока с вкраплениями наработок предыдущих дисков. При введении Led Zeppelin в Зал славы рок-н-ролла данный альбом был охарактеризован как «осмысленный гибрид фолк-музыки и хард-рока». Музыкальный журналист Чак Эдди в своей книге Stairway to Hell: The 500 Best Heavy Metal Albums in the Universe назвал Led Zeppelin IV лучшим метал-альбомом всех времён, это мнение поддержала редакция веб-издания PopMatters, также назвав его «магнум опусом» группы. По словам музыковеда Мэблен Джонс, Led Zeppelin IV и особенно «Stairway to Heaven» отразили присутствие хэви-метала в контркультурных тенденциях начала 1970-х, поскольку альбом «смешал в себе мистицизм, доставшийся от хиппи, [всеобщий] интерес к мифологии и хард-рок». «Если музыка Led Zeppelin сформировала ДНК всего, что можно было бы хотя бы отдалённо назвать „хард-роком“» — отмечал обозреватель электронного журнала Pitchfork Эй Джей Рамирез, «то их четвёртый альбом — чашка Петри, переполненная стволовыми клетками. Дебютный диск был более мрачным и угрюмым, II — более тяжёлым, а III — более красивым, но четвёртый альбом — это триумф сочетания формы и содержания». В свою очередь, рецензент газеты The Daily Telegraph Нил Маккормик подчёркивал: «Это, пожалуй, самый величайший альбом в анналах рока, вне зависимости — среди тяжёлого или нет». В эссе для альманаха «Тысяча и один музыкальный альбом, который стоит прослушать, прежде чем вы умрёте» музыкальный критик Бурхан Вазир писал: 
Оказавший влияние , как минимум, на два поколения гитаристов, альбом „Led Zeppelin IV“, практически раскрыл суть хард-рока и хэви-метала. Лонгплей вобрал элементы фолк-музыки и блюза, рок-н-ролла и даже психоделики. […] „IV“ стал визитной карточкой группы, готовившейся к уровню стадионов. […] Через пять лет тяжёлый рок будет превзойден панк-роком. […] Но всё это в будущем. „Led Zeppelin IV“ демонстрирует группу на пике возможностей.
Тем не менее не все отзывы были такими восторженными. Так, обозреватель британского журнала Sounds назвал Led Zeppelin IV «сильно переоценённым альбомом», где «Black Dog» громыхает с «грацией и изяществом деревенской курицы», и пока «Stairway to Heaven» «драматически окутывает мраком, его повторяющиеся части сначала пробуждают скуку, а после — кататонию». Несмотря на высоко оценённое качество материала и его влияние на рок-музыку, Бурхан Вазир отмечал, что «альбом действительно страдает, хотя бы частично, от раздутых претензий», а «напыщенное звучание группы оставляет повод для подшучивания». В свою очередь, музыкальный критик журнала Classic Rock Малкольм Доум подчёркивал: «За последние тридцать с лишним лет эти песни столько пробыли на виду, что запросто можно счесть их мейнстримовой попсой. Наша привычка к этим песням породила если не презрение к ним, то уж точно она заставляет нас беспечно пожимать плечами при их звуках. Но эти песни стали иконами не без причины, они заложили фундамент для многого того в роке, что сейчас мы воспринимаем как само собой разумеющееся. […] Став тем альбомом, который поднял группу выше статуса рок-богов». Российский журналист Всеволод Баронин сетовал, что продюсирование альбомов группы чаще всего сильно оставляло желать лучшего, делая вывод — «легенда о гениальности Джимми Пейджа как продюсера придумана явно задним числом». В 2018 году писатель Стивен Хайден отметил в своей книге Twilight of the Gods: A Journey to the End of Classic Rock, что популярность альбома породила к нему машинально-предвзятое отношение как со стороны поклонников, так и со стороны музыкальных критиков. «Существуют два негласных правила» — писал он, «во-первых, слушатель должен утверждать, что ему больше нравятся песни со второй стороны альбома, стороны для истинных фанатов [не такой заезженной], более авторитетной, а во-вторых, никогда не следует произносить вслух, что это твой любимый альбом в дискографии группы». По его мнению, вторая тенденция стала основной причиной, по которой «рок-критики постоянно стараются доказать, что In Through the Out Door — лучший альбом Led Zeppelin». Также Хайден отметил, что, похоже, и сами участники группы стараются отмежеваться от первой стороны, предпочитая исполнять песни со второй на своих сольных выступлениях.

## Наследие и влияние
«Еще в 1971 году они [Led Zeppelin] знали, что этот медленный опус был хорош, но им и в голову не могло прийти, какой переполох эта восьмиминутная эпопея вызовет в последующие пять десятилетий. Она является обожаемой и ненавистной в равной степени. Теперь, конечно, после решения лос-анджелесского суда в июне, они могут сказать всем, что это их песня…».
Многие музыкальные критики считают Led Zeppelin IV лучшим альбомом в дискографии группы, о чём свидетельствуют многочисленные опросы. Кроме того, он также отметился на 3-й строчке в аналогичных голосованиях британского издания NME и американского вебзина Paste. Led Zeppelin IV был выбран лучшим альбомом группы в опросе читателей журнала Rolling Stone, также они поставили его на высшее место в рейтинге «10 лучших метал/хард-рок альбомов 1970-х». В 2000 году редакция британского издания Q отметила Led Zeppelin IV на 26-м месте в своём списке «100 величайших британских альбомов», а в 2006 году его читатели поставили пластинку на 21-ю строчку опроса «100 лучших альбомов всех времён». В 2002 году Чак Клостерман из журнала Spin назвал его 2-м среди «40 величайших метал-альбомов всех времён» и «самым знаменитым хард-рок-альбомом из всех когда-либо записанных». Он отметил значительное влияние Led Zeppelin IV на формирование жанра, назвав его альбомом, непреднамеренно создавшим хэви-метал, — «предтечей всего, что звучит, похоже или хотя бы имеет смутный металлический привкус». В 2000 музыковед Колин Ларкин присудил пластинке 42-е место в рейтинге «1000 лучших альбомов всех времён». В 2003 году журнал Rolling Stone поставил запись на 66-е место в своём списке «500 величайших альбомов всех времён», назвав её «вершиной хард-рока 1970-х» (она опустилась на 69-ю позицию в пересмотренном списке 2012 года). В свою очередь, в аналогичном голосовании британского издания New Musical Express 2013 года пластинка заняла 106-ю строчку. В 2004 году американский портал Pitchfork присудил пластинке 7-е место своего рейтинга «100 лучших альбомов 1970-х». В 2007 году диск отметился на 4-й строчке «200 величайших альбомов по версии Зала славы рок-н-ролла», а в 2010-м — занял 13-ю позицию списка «100 лучших альбомов» по версии сайта Consequence of Sound, назвавшего его «„ушным червём“ рок-н-ролла». В 2021 году лонгплей был отмечен в списке портала Loudwire «25 легендарных рок-альбомов без слабых песен», в примечаниях редакции звучал риторический вопрос: есть ли что-то лучше, чем первая сторона данной пластинки? Помимо этого, Led Zeppelin IV был включён в Зал славы премии «Грэмми»; он также фигурирует в альманахе «1001 Albums You Must Hear Before You Die».

Выпущенная в этом альбоме композиция «Stairway to Heaven» считается самой известной песней Led Zeppelin и одним из величайших рок-произведений всех времён. По состоянию на 2020 год «Stairway to Heaven» является самой ротируемой песней на американском радио; в 1991 году, на её двадцатилетие, было подсчитано, что она прозвучала в эфире 2 874 000 раз, что составляет примерно 44 года эфирного времени. Музыкальные издания Guitar World, Louder Sound и Classic Rock поставили гитарное соло из этой композиции на 1-е место в своих специализированных опросах, а её исполнение Джимми Пейджем на двухгрифовой гитаре Gibson EDS-1275 стало визитной карточкой визуального образа группы. «Stairway to Heaven» считается одной из самых лучших песен в карьере Led Zeppelin и регулярно фигурирует в рейтингах различных изданий. Так, обозреватель портала Far Out Magazine назвал композицию лучшим произведением четвёртого альбома квартета, охарактеризовав её как «наиболее близкую к понятию идеальной рок-песни из ныне существующих». В свою очередь, читатели Rolling Stone поставили её на 1-е место среди всего песенного материала ансамбля, то же самое сделала редакция издания Ultimate Classic Rock, назвавшая её «устоявшимся шаблоном для пауэр-баллад в течение следующих двух десятилетий». Композиция заняла 2-ю строчку в аналогичном голосовании журналистского пула Rolling Stone, охарактеризовавшем её как «монолит», а также 3-е — в рейтинге Джимми Брауна из Guitar World, подчеркнувшего, что при помощи этого «шедевра Пейдж растоптал два устоявшихся поп-правила: песня может быть радиоформатна и при этом длиться более 8 минут, а также она может ускоряться по ходу звучания». Кроме того, она отметилась на 4-м месте аналогичного списка журнала Spin, где была названа «самой краеугольной песней в истории рока»; в аннотации отмечалось: 
„Stairway“ — это „Stairway“, и другой такой песни никогда не будет. Если это и не лучшая песня Led Zeppelin, то именно та, которую вам обязательно надо услышать, та, которая расскажет вам всё о лирических и музыкальных пристрастиях группы, её сильных и слабых сторонах, её силе и наследии. И в конце концов, да, она чертовски зажигательная, а гитарное соло Пейджа неизменно считается величайшим в истории музыки, и вполне заслуженно. Возможно, это не наша любимая песня Zeppelin — «The Song Remains the Same» навсегда разрушила любые шансы на это — но если бы вы включили ее в свой список № 1, мы бы не могли с вами не согласиться.
«Музыкальная эволюция, особенно в жанрах рок- и поп-музыки, как правило, происходит не путём разрушения всех предыдущих условностей, и путём простого повторения и „совершенствования“ существующих норм. Скорее, существует баланс между знакомым и новым, между ожидаемым и удивительным: доступное изобретение. Эта „зона Златовласки“ между скучно традиционным и радикально экспериментальным была забавно названа музыковедом Брэдом Осборном „континуумом Спирс-Стокхаузена“, где Бритни Спирс и модернист Карлхайнц Стокхаузен представляют противоположные концы спектра. Революционные альбомы, группы и исполнители часто демонстрируют правильное сочетание знакомых влияний и оригинальных идей или воссоздание разнообразных тенденций. Так же обстоит дело и с Led Zeppelin, которым удалось перетасовать, развить и ниспровергнуть привычные рок-условности с помощью ряда рискованных вкраплений фолка, фанка, а также структурных и, в частности, ритмических и метрических концепций. […] Сделавших этот альбом столь влиятельным и долгоиграющим даже спустя полвека после его создания».
Многие известные исполнители называли Led Zeppelin IV одним из самых влиятельных альбомов в истории музыки, а также причиной, по которой они начали заниматься музыкальным творчеством. Так, Эксл Роуз, вокалист рок-группы Guns N’ Roses, рассказал в одном из интервью, что Led Zeppelin IV стал первой пластинкой, которую он купил в магазине на собственные деньги, и именно она сделала его поклонником тяжёлой музыки; в похожем ключе высказался бывший гитарист этого коллектива, Слэш, который заявил, что начинал играть на гитаре, исполняя свои любимые песни Led Zeppelin IV на школьных вечеринках. Фронтмен группы Queen Фредди Меркьюри упоминал, что многие его ранние композиции были навеяны песнями этого альбома, в частности, он вдохновлялся структурой «Stairway to Heaven», когда заканчивал работу над «Bohemian Rhapsody», одним из самых больших хитов в карьере его коллектива. Джеймс Хэтфилд из группы Metallica называл «Stairway to Heaven» одной из десяти своих самых любимых композиций: «Когда у меня только появилась гитара, первым делом я разучил начало этой песни». В схожей манере высказывался фронтмен коллектива Alter Bridge Майлз Кеннеди, только его первой песней была «Rock and Roll», благодаря которой он втянулся в остальное творчество группы. Участник канадской прогрессивной рок-группы Rush Гедди Ли высказывался о «Stairway to Heaven» как о композиции с величайшим гитарным соло в истории (наряду с «Comfortably Numb»). В свою очередь, Билли Даффи из группы The Cult называл четвёртый альбом британцев своего рода «пропуском» в рок-музыку, а также одним из столпов, ставших фундаментом для «грёбаного рок-н-ролльного небоскрёба». Барабанщик Фил Коллинз отмечал, что в 1970-е был в восторге от игры Джона Бонэма, особо выделяя мастерство ударника в этом альбоме. Музыканты других жанров также отмечали влияние Led Zeppelin IV на их карьеру, так, поп-звезда Мадонна рассказывала в своей биографии, что Led Zeppelin IV — это всё, что она слушала в 1971 году, и благодаря этому альбому «поверила, что музыкальное бессмертие — возможно». Помимо этого, британская певица Адель отметила этот альбом как рок-запись, которую она чаще всего слушала в детстве.
| Публикация                          | Страна         | Награда                                            | Год  | Место |
| ----------------------------------- | -------------- | -------------------------------------------------- | ---- | ----- |
| Mojo                                | Великобритания | «100 величайших альбомов»                          | 1996 | 24    |
| Премия «Грэмми»                     | США            | Зал славы премии «Грэмми»                          | 1999 | *     |
| The Guitar                          | США            | «Альбом тысячелетия»                               | 1999 | 2     |
| Classic Rock                        | Великобритания | «100 величайших рок-альбомов»                      | 2001 | 1     |
| Rolling Stone                       | США            | «500 величайших альбомов всех времён»              | 2020 | 58    |
| Pitchfork Media                     | США            | «100 лучших альбомов 1970-х»                       | 2004 | 7     |
| Q                                   | Великобритания | «Величайшие альбомы классического рока»            | 2004 | *     |
| Роберт Даймери                      | США            | 1001 Albums You Must Hear Before You Die           | 2005 | *     |
| Q                                   | Великобритания | «100 лучших альбомов»                              | 2006 | 21    |
| Classic Rock                        | Великобритания | «100 величайших альбомов британского рока»         | 2006 | 1     |
| Зал славы рок-н-ролла               | США            | «The Definitive 200: Топ-200 альбомов всех времён» | 2007 | 4     |
| New Musical Express                 | Великобритания | «500 величайших альбомов всех времён»              | 2013 | 95    |
| (*) означает неупорядоченный список |                |                                                    |      |       |

## Переиздания
| Оценки критиков      | Оценки критиков |
| Источник             | Оценка          |
| -------------------- | --------------- |
| AllMusic             | [ 312 ]         |
| Consequence of Sound | [ 313 ]         |
| Kerrang!             | [ 314 ]         |
| Mojo                 | [ 315 ]         |
| Paste                | [ 316 ]         |
| Q                    | [ 317 ]         |
| Rolling Stone        | [ 318 ]         |

Суперделюксовая версия переиздания альбома. Бокс-сет содержит две 180-граммовые виниловые пластинки и два компакт-диска, а также 88-страничную книгу и номерной арт

Led Zeppelin IV переиздавался несколько раз на протяжении 1970-х: в 1978 году была выпущена версия с пластинками сиреневого цвета, а в 1988 году он был включён в бокс-сет. В 1983 году альбом был впервые выпущен на компакт-диске, однако Пейдж раскритиковал его за отсутствие контроля качества, отметив, что при переиздании не использовались оригинальные мастер-ленты, а также указав на наличие явных шумов и шипения. В 1990 году гитарист лично занимался ремастеринговой версией альбома в попытке освежить дискографию группы. В том же году несколько треков из этого релиза были использованы для сборника ремастеров Led Zeppelin Remasters и бокс-сета Led Zeppelin Boxed Set. Впоследствии все ремастированные студийные треки были переизданы в рамках релиза The Complete Studio Recordings, в то время как в 1994 году состоялось отдельное переиздание Led Zeppelin IV на компакт-диске.

27 октября 2014 года была выпущена новая ремастер-версия Led Zeppelin IV, в комплекте с Houses of the Holy, переизданием которых занимался Джимми Пейдж. Релиз состоялся в шести форматах: стандартный компакт-диск, двухдисковая «делюкс-версия», стандартная виниловая версия, двухвиниловая «делюкс-версия», «супер-делюкс версия» (два CD, две грампластинки и книга о группе) и цифровая версия. «Делюкс» и «супер-делюкс» версии также включали различные дополнительные материалы. Обложка бонус-диска переиздания выпускалась с эффектом фотонегатива. Альбом получил широкое признание со стороны музыкальной прессы, получив высший балл практически во всех обзорах. Так, обозреватель журнала Rolling Stone Кори Гроу отмечал: «Переиздание альбома подчёркивает его звуковую глубину, благодаря яркому ремастерингу Джимми Пейджа и альтернативным миксам каждого трека в „делюксовом“ варианте. Заигравшая тёмными красками „Stairway to Heaven“, сведённая в Лос-Анджелесе, подчёркивает скорбь этой [мелодии], гипнотическая инструментальность „The Battle of Evermore“ […] делает песню более медитативной и приземистой, а грохочущая ударными „When the Levee Breaks“ демонстрирует свою блюзовую мощь. На этот раз всё, что блестит — это, несомненно, золото». Также поставивший переизданию «максимум» рецензент портала Consequence of Sound писал: «Бонусный материал создаёт приятный декоративный штрих, оставляя ощущение, что Пейдж всё ещё принимает каждое решение так же взвешенно, как и во времена своей продюсерской деятельности. Обновлённые миксы подчёркивают, насколько невероятно сложными были изначальные аранжировки, что свидетельствует об истинных масштабах видения Led Zeppelin много лет назад. […] Просматривая дополнения, легко поймать себя на мысли, насколько трепетно Пейдж по-прежнему относится [к этому материалу] и насколько великой группой были Led Zeppelin на пике своей мощи». «16 песен, которые составляют эти два альбома [„Led Zeppelin IV“ и „Houses Of The Holy“], остаются ослепительными и оглушительными образцами пронзительной и доблестной музыки» — писал в своём обзоре публицист журнала Kerrang!. «Благодаря черновым миксам их [группы] творческие достижения становятся ещё отчётливей» — подчёркивал рецензент из Q. В свою очередь, редактор AllMusic Стивен Томас Эрлевайн отмечал: 
В 2014 году, под руководством Джимми Пейджа, Led Zeppelin запустили масштабную кампанию по переизданию своего [каталога], где каждый из их студийных альбомов прошёл процедуру ремастеринга, а затем был расширен бонус-диском […] состоящим практически полностью из альтернативных миксов [в том числе, из забракованных Пейджем на Sunset Sound Recorders], а также из нескольких инструментальных [версий композиций] [как в случае с „The Battle of Evermore“ и „Going to California“] […] Иногда в песнях видна разница — заметное отсутствие болотистого, пещерного эха в „When the Levee Breaks“, возможно, несколько дополнительных клавишных в середине „Stairway to Heaven“ — но, как правило, эти миксы представляют собой более тонкие или же плотные [варианты треков] и не так уж сильно отличаются от первоначальных версий. Одна или две песни кажутся немного другими — грув в „Misty Mountain Hop“ звучит чуть сильнее, — но в целом диск демонстрирует, что как продюсер Пейдж не только знал, куда он хочет двигаться, но также отлично понимал, как сделать это правильно с первого раза.
Обсуждая переиздание Led Zeppelin IV, Джимми Пейдж сказал, что считает микс «Stairway to Heaven» из Sunset Sound Recorders «более высококачественным»: «В этом и состоит задача дополнительного диска — он предлагает дополнительную информацию, дополнительные краски. Мне казалось, что было важно это привнести, показать фанатам подлинную жизнь Led Zeppelin в студии».

### Издание в СССР
«Четвёртый альбом группы, получивший также неофициальное название „альбом с рунами“ из-за своего оформления, считается одним из лучших в истории коллектива. На нем записаны прекрасные песни: „Чёрный пес“, „Рок-н-ролл“, „Когда рухнет плотина“ и другие. Но подлинную славу пластинке принесла ошеломляющая „Лестница на небеса“ — композиция, в которой соединились различные интересы музыкантов, от акустического фолка до „предметаллического забоя“».
В конце 1988 года Led Zeppelin IV был выпущен в Советском Союзе государственной фирмой «Мелодия» в рамках серии «Архив популярной музыки» — под названием «Группа „Лед Зеппелин“. Лестница на небеса». Альбом представлял собой сборник, состоящий из песен пластинок Led Zeppelin IV и Led Zeppelin III (с «Immigrant Song», «Gallows Pole» и «Since I’ve Been Loving You»), на обратной стороне его обложки была напечатана биография группы в изложении Андрея Гаврилова и список песен на русском языке. Писатель Роберт Годвин посвятил этому релизу целый раздел своей книги «Illustrated Collector’s Guide To Led Zeppelin», отметив, что издание пластинки состоялось в период горбачёвской гласности при помощи самой лучшей на тот момент технологии прессования (Direct Metal Mastering). Пластинки выпускались в двух вариантах: чёрно-бело-оранжевого цвета (для внутреннего рынка) и чёрно-белого цвета, для экспорта в страны Варшавского договора (с серебристо-чёрным «яблоком» и надписью «Made In USSR»). Годвин подчёркивал, что по западным меркам этот релиз считался пиратским. Помимо этого, «Лестницу в небо» упоминал в своей книге «A Celebration Day» биограф группы Дэйв Льюис, назвав её одной из «100 вещей, которые должен иметь в своей коллекции всякий уважающий себя цеппелиноман». Писатель отмечал, что советский релиз выпускался на пяти заводах «Мелодии» — самыми редкими являются издания Ленинградского и Ташкентского заводов грамзаписи. Кроме этого, альбом также печатался на Апрелевском заводе грампластинок как минимум двумя тиражами примерно по 50 000 экземпляров в 1988 (с тёмно-бордовым) и 1989 (с белым «яблоком») годах.

В конце 1980-х — начале 1990-х продюсер Андрей Тропилло начал полулегально издавать классические произведения зарубежной рок-музыки, в том числе Led Zeppelin. Альбомы выпускались на его лейбле АнТроп под эгидой некоего «Продюсерского центра представительства рок-н-ролльных приходов Единой Евангелическо-Лютерианской Церкви России» — «Лед Зеппелин IV» был издан в 1991 году. При этом сам Тропилло не считал, что занимался пиратством — исключительно копилефтом, то есть находил лазейки в тогдашнем законодательстве об авторском праве и свободно печатал пластинки с западной музыкой, не уведомляя об этом правообладателей. По прошествии лет продюсер так высказывался об этой ситуации: 
Пластинки были вполне оригинальные, кроме одного: мне приходилось всегда перерабатывать их обложки. Потому что если брать музыкальную часть, то какое-то время Советский Союз не подписывал нужные пункты Женевской конвенции по авторским правам, так что с авторскими правами было всё просто — можно было просто получить лицензию в Российском авторском обществе. А графическое оформление пластинок попадало под законы о копирайте, которые распространялись на обложки книг, так что мне приходилось их перерабатывать. С одной стороны, чтобы уйти от ответственности за нарушение копирайта по графическим изображениям, а с другой — чтобы оставить обложки узнаваемыми. Поэтому часто фотографии были перерисованы карандашом, или, например, на четвертом альбоме Led Zeppelin у пивного ларька стоит художник Дмитрий Шагин [прислонив вязанку дров к поросшей травой стене и держа в руке наполненную доверху кружку пива], ну и так далее. Поэтому сегодня любой коллекционер за границей обязательно имеет пластинки „АнТроп“ у себя. Названия же мы переводили на русский язык, потому что мне так хотелось. Никаких условий никто не ставил. Я считал, что люди должны хотя бы понимать названия. Перевод на русский язык иногда помогал обойти какие-то запреты.

## Список композиций
| №  | Название                 | Автор(ы)                | Перевод названия     | Длительность |
| -- | ------------------------ | ----------------------- | -------------------- | ------------ |
| 1. | «Black Dog»              | Пейдж Плант Джонс       | «Чёрный пёс»         | 4:54         |
| 2. | «Rock and Roll»          | Пейдж Плант Джонс Бонэм | «Рок-н-ролл»         | 3:40         |
| 3. | «The Battle of Evermore» | Пейдж Плант             | «Вечная битва»       | 5:51         |
| 4. | «Stairway to Heaven»     | Пейдж Плант             | «Лестница на небеса» | 8:02         |

| №  | Название                | Автор(ы)                             | Перевод названия        | Длительность |
| -- | ----------------------- | ------------------------------------ | ----------------------- | ------------ |
| 1. | «Misty Mountain Hop»    | Пейдж Плант Джонс                    | «Улёт на туманные горы» | 4:38         |
| 2. | «Four Sticks»           | Пейдж Плант                          | «Четыре палочки»        | 4:44         |
| 3. | «Going to California»   | Пейдж Плант                          | «На пути в Калифорнию»  | 3:31         |
| 4. | «When the Levee Breaks» | Пейдж Плант Джонс Бонэм Мемфис Минни | «Когда рухнет плотина»  | 7:07         |

| №                   | Название                                                           | Автор(ы)                      | Длительность |
| ------------------- | ------------------------------------------------------------------ | ----------------------------- | ------------ |
| 1.                  | «Black Dog» (Basic track with guitar overdubs)                     | Пейдж Плант Джонс             | 4:34         |
| 2.                  | «Rock and Roll» (Alternate mix)                                    | Пейдж Плант Джонс Бонэм       | 3:39         |
| 3.                  | «The Battle of Evermore» (Mandolin/Guitar mix from Headley Grange) | Пейдж Плант                   | 4:13         |
| 4.                  | «Stairway to Heaven» (Sunset Sound mix)                            | Пейдж Плант                   | 8:03         |
| 5.                  | «Misty Mountain Hop» (Alternate mix)                               | Пейдж Плант Джонс             | 4:45         |
| 6.                  | «Four Sticks» (Alternate mix)                                      | Пейдж Плант                   | 4:33         |
| 7.                  | «Going to California» (Mandolin/Guitar mix)                        | Пейдж Плант                   | 3:34         |
| 8.                  | «When the Levee Breaks» (Alternate UK mix)                         | Пейдж Плант Джонс Бонэм Минни | 7:08         |
| Общая длительность: | Общая длительность:                                                | Общая длительность:           | 40:32        |

## Участники записи
| Led Zeppelin - Джимми Пэйдж — электро- и акустическая гитары, мандолина (композиция «The Battle of Evermore»), продюсирование, мастеринг, цифровой ремастеринг - Роберт Плант — вокал, губная гармоника - Джон Пол Джонс — бас-гитара, электрофортепиано, мандолина, блокфлейта, синтезатор - Джон Бонэм — ударные инструменты, перкуссия Дополнительные музыканты - Иэн Стюарт — фортепиано (композиция «Rock and Roll») - Сэнди Денни — вокал (композиция «The Battle of Evermore») | Технический персонал - Питер Грант — исполнительный продюсер - Джордж Чкианц — сведение - Энди Джонс — звукорежиссёр, сведение - Джордж Марино — цифровой ремастеринг - Кит Моррис — фотографии - Graphreaks — координатор по дизайну - Баррингтон Коулби M O M — внутренняя иллюстрация («Отшельник») |

## Чарты и сертификация
| Чарт (1971—1972)                     | Высшая позиция |
| ------------------------------------ | -------------- |
| Австралия (Go-Set)                   | 2              |
| Великобритания (UK Albums Chart)     | 1              |
| Италия (Musica e dischi)             | 2              |
| Канада (RPM Top Albums/CDs)          | 1              |
| Нидерланды (Album Top 100)           | 7              |
| Норвегия (VG-lista)                  | 3              |
| США (Billboard 200)                  | 2              |
| Франция (IFOP)                       | 2              |
| Чарт (2014—2021)                     | Высшая позиция |
| Австралия (ARIA)                     | 21             |
| Австрия (Ö3 Austria)                 | 12             |
| Бельгия/Валлония (Ultratop)          | 29             |
| Бельгия/Фландрия (Ultratop)          | 33             |
| Великобритания (UK Albums Chart)     | 6              |
| Германия (Offizielle Top 100)        | 5              |
| Греция (Billboard)                   | 5              |
| Дания (Hitlisten)                    | 21             |
| Италия (Classifica album)            | 13             |
| Нидерланды (Album Top 100)           | 16             |
| Новая Зеландия (RMNZ)                | 7              |
| Норвегия (VG-lista)                  | 10             |
| Польша (OLiS)                        | 18             |
| Португалия (AFP)                     | 9              |
| США (Billboard 200)                  | 7              |
| США (Billboard Top Rock Albums)      | 30             |
| США (Billboard Top Hard Rock Albums) | 6              |
| США (Billboard Top Catalog Albums)   | 1              |
| США (Billboard Vinyl Albums)         | 1              |
| Финляндия (Suomen virallinen lista)  | 9              |
| Франция (SNEP)                       | 4              |
| Швейцария (Schweizer Hitparade)      | 18             |
| Швеция (Sverigetopplistan)           | 8              |

| Чарт (1971)             | Позиция |
| ----------------------- | ------- |
| Нидерланды (MegaCharts) | 55      |
| Чарт (1972)             | Позиция |
| Нидерланды (MegaCharts) | 63      |

| Страна         | Статус           | Продажи    |
| -------------- | ---------------- | ---------- |
| Австралия      | 9× Платиновый    | 630 000    |
| Аргентина      | Платиновый       | 60 000     |
| Бразилия       | Золотой          | 100 000    |
| Великобритания | 6× Платиновый    | 1 800 000  |
| Германия       | 3× Платиновый    | 750 000    |
| Испания        | Платиновый       | 100 000    |
| Италия         | Платиновый       | 100 000    |
| Канада         | 2× Бриллиантовый | 2 000 000  |
| США            | 24× Платиновый   | 24 000 000 |
| Франция        | 2× Платиновый    | 200 000    |
| Швейцария      | 2× Платиновый    | 40 000     |